# Auguste Frédéric Viesse de Marmont
Pour les articles homonymes, voir Marmont.
Auguste Frédéric Louis Viesse de Marmont, duc de Raguse (1808), maréchal d'Empire (1809) et pair de France (1814), est un militaire français né le 20 juillet 1774 à Châtillon-sur-Seine et mort le 2 mars 1852 à Venise.
Fils d'officier de petite noblesse, il commence sa carrière militaire comme simple lieutenant lors des guerres de la Révolution. En 1793, lors du siège de Toulon, il s'attache au général Bonaparte et dans son sillage connait une ascension fulgurante : colonel du 2e régiment d'artillerie à cheval en 1797, général de brigade en 1798, général de division en 1800 et général en chef de l'armée de Hollande en 1804. Bonaparte, devenu entretemps consul puis empereur, le choisit pour des missions éloignées du théâtre principal des opérations militaires. C'est ainsi qu'il est envoyé à la tête d'une armée française en Dalmatie en 1806, dont il est nommé gouverneur général avant d'être fait duc de Raguse en 1808. En 1809, il participe à la campagne d'Autriche et sa victoire de Znaïm lui vaut d'être fait maréchal d'Empire puis gouverneur général des Provinces illyriennes.
Commandant l'armée du Portugal (1811), il est grièvement blessé lors de la bataille de Salamanque (1812), puis participe activement à la campagne d'Allemagne de 1813 et notamment à la bataille de Leipzig où il se distingue, puis à la campagne de France en 1814. C'est alors que Marmont se décide à abandonner Napoléon et entre directement en négociation avec l'ennemi pour lui livrer tout son corps d'armée et ainsi priver l'Empereur de toute capacité de riposte. Cette défection oblige Napoléon à abdiquer puis à se retirer sur l'île d'Elbe.
Avec le retour de Louis XVIII et la Restauration, Marmont est fait major-général de la Garde royale puis pair de France en juin 1814. Rejeté et méprisé par les bonapartistes qui voient ces nominations comme une récompense à sa trahison, Marmont est contraint de servir les Bourbon plus qu'il ne l'aurait lui-même souhaité. Il assiste impuissant au retour de Napoléon lors des Cent-Jours et doit s'exiler avec le roi Louis XVIII à Gand. Lors de la Seconde Restauration, Marmont se remet au service des Bourbon mais sans en recevoir d'avantages équivalents à ceux qu'il avait sous l'Empire. Peu à peu marginalisé et ruiné par des placements aventureux dans l'industrie, il en est réduit à solliciter auprès de l'Autriche la restitution de ses dotations de duc de Raguse pour maintenir un niveau de vie convenable.
Il reste toutefois major-général de la Garde royale et c'est à ce titre qu'il s'oppose en juillet 1830 à la révolution de Juillet. Placé à la tête des armées royalistes de Paris par Charles X, il est chargé de mater la révolte. Au terme d'une bataille de trois jours avec les insurgés, Marmont est battu et doit évacuer la capitale, précipitant la chute des Bourbons et l'avènement du duc d'Orléans. Marmont décide de suivre Charles X dans son exil en Angleterre, puis en Autriche. Outre la répression sanglante de la révolution de Juillet, personne en France n'a oublié sa trahison de 1814 en ces temps de retour en grâce de l'épopée impériale. Il finit ses jours en exil après avoir fait de nombreux voyages dont il publie les récits. Après sa mort à Venise le 3 mars 1852, son corps est rapatrié en France où il reçoit les honneurs militaires du tout nouveau Second Empire. Mais la publication posthume de ses Mémoires en 1856 ravive les passions et il est de nouveau livré à la vindicte populaire.
Marmont résume ainsi sa vie dans ses Mémoires du Maréchal Marmont, duc de Raguse :

« J'ai été placé, en peu d'années, deux fois dans des circonstances qui ne se renouvellent ordinairement qu'après des siècles. J'ai été témoin actif de la chute de deux dynasties. La première fois le sentiment le plus patriotique, le plus désintéressé, m'a entraîné. J'ai sacrifié mes affections et mes intérêts à ce que j'ai cru, à ce qui pouvait et devait être le salut de mon pays. La seconde fois, je n'ai eu qu'une seule et unique chose en vue, l'intérêt de ma réputation militaire ; et je me suis précipité dans un gouffre ouvert dont je connaissais toute la profondeur.
Peu de gens ont apprécié le mérite de ma première action. Elle a été au contraire l'occasion de déchaînements, de blâmes et de calomnies qui ont fait le malheur de ma vie. Aujourd'hui, je suis l'objet de la haine populaire, et il est sage à moi de considérer ma carrière politique comme terminée. »

Napoléon, quant à lui, juge que « la vanité avait perdu Marmont, la postérité flétrira justement sa vie ; pourtant son cœur vaudra mieux que sa mémoire ».

## Biographie

### Jeunesse

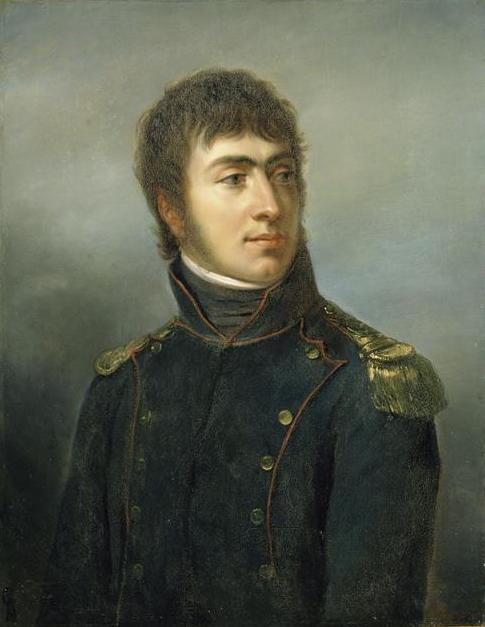
Georges Rouget, Auguste-Frédéric-Louis Viesse de Marmont, lieutenant d'état-major d'artillerie en 1792 (1835).

Il reste l'unique enfant de Nicolas Edme Viesse de Marmont, ancien capitaine au régiment de Hainaut, riche propriétaire de forges en Bourgogne, et de Clotilde Chappron issue d'une famille bourgeoise. Sa famille est de noblesse récente, qui remonte seulement à l'anoblissement de son grand-père, Edme Viesse, seigneur de Riel, Marmont, président au Grenier à sel de Châtillon sur Seine, par l'achat d'une charge de conseiller-secrétaire du Roi en la chancellerie près le Parlement de Besançon.
Marmont passe son enfance au château familial de Châtillon-sur-Seine où il reçoit l'éducation d'un précepteur avant d'entrer au collège de Châtillon.
En 1789, Marmont a à peine 15 ans lorsque, grâce à ses relations, son père lui fait obtenir le brevet de sous-lieutenant d'un bataillon de milice de Chartres.

### La Révolution et le Consulat

#### La Révolution (1789-1796)
Alors que la Révolution se déchaîne, Marmont poursuit ses études à Dijon où il se distingue particulièrement en mathématiques. À Dijon, il fait la connaissance, grâce à un ami commun, d'un Corse, un certain Napoleone Buonaparte qu'il rencontre quelquefois.
Il s'inscrit à l'école d'artillerie de Châlons en janvier 1792 et obtient son diplôme en août, finissant 20e de sa promotion. À Chalons, Marmont rencontre Duroc, artilleur comme lui. Comme la plupart des jeunes militaires de sa génération, Marmont adhère aux idées libérales de l'époque mais conserve un goût prononcé pour l'ordre public. En septembre, juste après Valmy, Marmont est affecté au 1er régiment d'artillerie à Metz où il reste en garnison.
En 1793, il est réaffecté à l'armée républicaine des Alpes commandée par Kellermann où il reçoit son baptême du feu contre les Piémontais. En décembre, il fait partie d'un détachement de deux compagnies d'artillerie qui est envoyé par Kellermann au siège de Toulon où les fédérés insurgés ont livré la ville aux Anglais et aux Espagnols. Lieutenant, Marmont arrivé sur place le 2 décembre est placé sous les ordres du tout nouveau capitaine d'artillerie Napoléon Bonaparte. À ses côtés, Marmont participe à l'assaut et à la reprise de la ville le 17 décembre. Fait capitaine à la suite du siège, il reste affecté aux côtés de Bonaparte à l'artillerie de l'armée d'Italie. Marmont y est chargé de la défense des côtes maritimes.
Après la chute de Robespierre le 9 thermidor (27 juillet 1794), le général Bonaparte, accusé d'être partisan de Robespierre, se retrouve en disgrâce. Marmont quitte son poste à l'armée d'Italie pour suivre son général à Paris. Marmont est alors, avec Junot, dans le premier cercle d'amis de Napoléon. Tous trois âgés de moins de 25 ans, ils errent pendant de long mois dans les couloirs du Palais-Royal (haut lieu de la prostitution parisienne) « ayant peu d'argent et point d'avenir ».
En 1795, Marmont obtient une affectation dans l'artillerie de l'armée du Rhin et il quitte Paris et Bonaparte pour Mayence où l'armée française tente de prendre la ville aux Autrichiens. À la tête d'une batterie de 24 obusiers, Marmont procède au bombardement de la ville assiégée mais assiste, le 29 octobre, à la débâcle de l'armée française et manque de peu d'être fait prisonnier. Le 10 novembre, Marmont est chargé du commandement de l'artillerie de la division d'avant-garde du général Desaix avec lequel il se lie d'amitié. Il assiste alors à ses premières manœuvres militaires combinées entre l'artillerie, l'infanterie et la cavalerie, lui qui n'avait jusqu'à présent assisté qu'à des sièges ou des combats sporadiques.
Au début de 1796, Marmont est rappelé à Paris par Bonaparte, devenu entretemps commandant en chef des armées de l'intérieur et sauveur de la République après son action du 13 vendémiaire. Marmont est fait chef de bataillon rattaché à l'état-major de Bonaparte. Avec Junot, Marmont fait introduire Murat dans l'état-major de Bonaparte. Bientôt Bonaparte est nommé commandant en chef de l'armée d'Italie et Marmont le précède à Nice à la fin mars.

#### La campagne d'Italie (1796-1797)

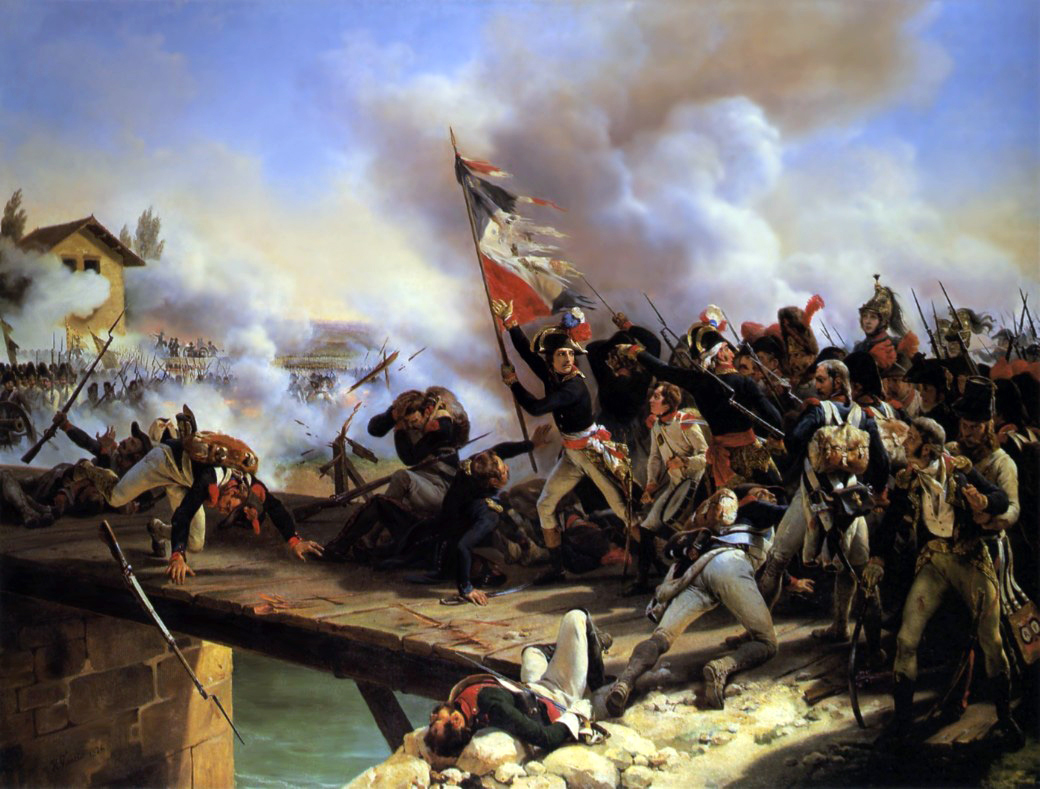
Horace Vernet, Charge du pont d'Arcole.

Marmont participe à la brillante campagne d'Italie. Il se distingue notamment à la bataille de Lodi où il effectue plusieurs charges de cavalerie ce qui lui vaut un sabre d'honneur. Puis il est détaché du gros de l'armée pour mener des opérations contre les armées du Pape dont il retirera d'immenses ressources militaires et financières. Une fois l'armistice de Bologne signé avec le Pape, Marmont est d'abord affecté auprès du général Sérurier au siège de Mantoue avant de prendre le commandement de l'artillerie de la division Augereau. C'est à ce titre qu'il participe aux batailles de Lonao et Castiglione en août 1796. Le 15 septembre 1796, Marmont effectue une charge de cavalerie lors de la bataille de Saint-Georges qui oblige les Autrichiens de Wurmser à se retirer dans Mantoue. En récompense, il est choisi par le général Bonaparte pour porter les trophées de l'armée d'Italie à Paris. Marmont présente alors au Directoire lors d'une fastueuse cérémonie les 22 drapeaux autrichiens pris lors des combats d'août et septembre et il est fait colonel du second régiment d'artillerie à cheval. Il est de retour à l'armée d'Italie le 15 novembre, juste avant le début de la bataille d'Arcole où il participe à la fameuse, mais infructueuse, charge du pont d'Arcole aux côtés du général Bonaparte. À la fin de l'année, il est choisi par Bonaparte pour négocier, sans succès, avec la république de Venise une alliance contre les Autrichiens.

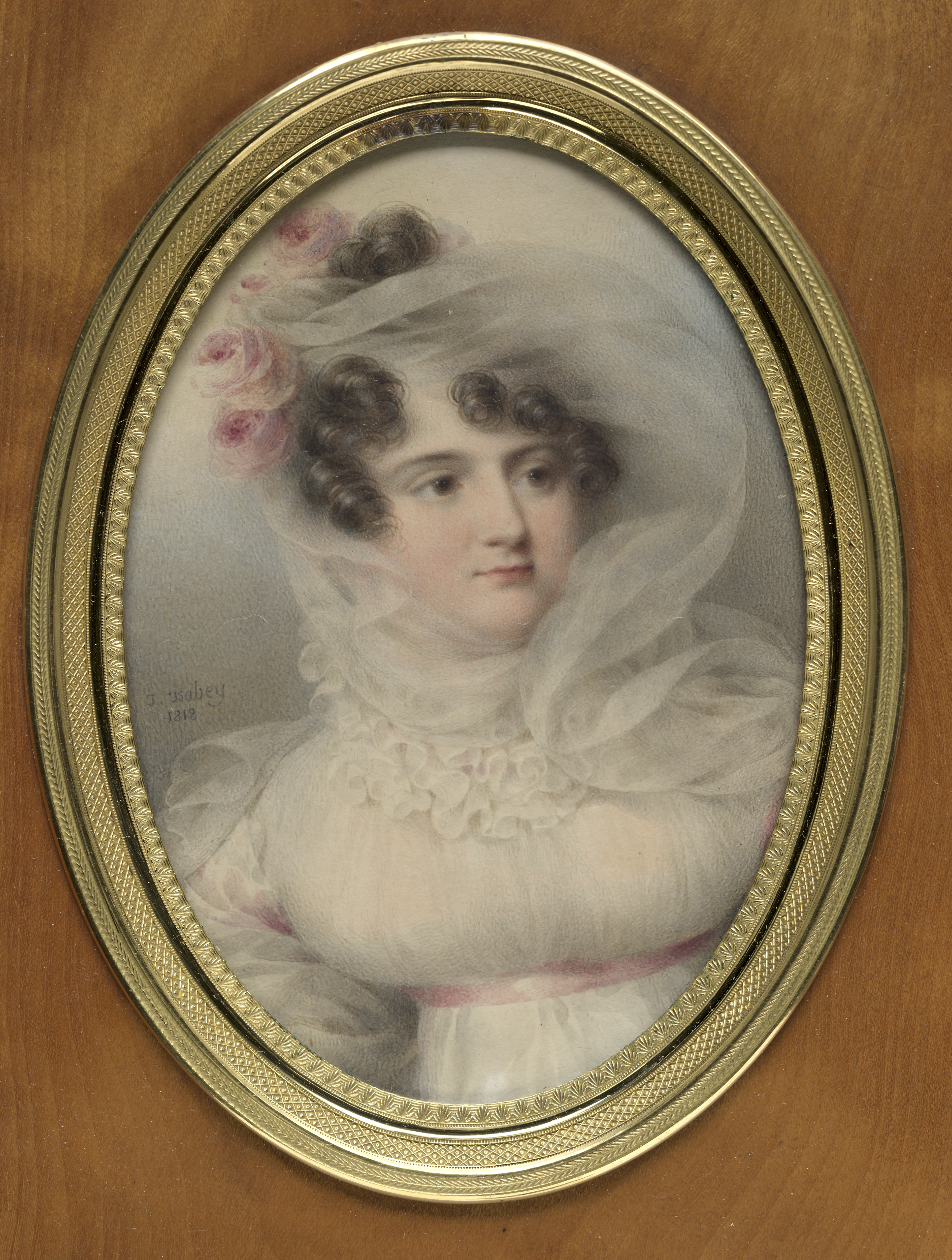
Anne Marie Hortense Perregaux (1779-1857), maréchale de Marmont et duchesse de Raguse, miniature, 1818 (Cleveland Museum of Art

1797 débute avec la victoire de Rivoli le 14 janvier puis la prise de Mantoue le 2 février. Marmont est ensuite de nouveau envoyé contre les armées du Pape, sous le commandement du général Victor. La paix est rapidement faite et Marmont est envoyé à Rome auprès du pape Pie VI pour s'assurer de la bonne exécution de la paix (qui consistait principalement au versement de sommes astronomiques à la République). Il tombe malade et ne peut rejoindre l'armée que le 20 mars 1797. Le 3 avril, il sert d'intermédiaire lors des négociations d'armistice avec l'archiduc Charles. L'armistice est signé le 7 avril puis les préliminaires de paix de Leoben le 17 avril. Marmont est ensuite détaché auprès du général Baraguey d'Hilliers pour réprimer les massacres commis par les Vénitiens. Il contribue ainsi à la chute de la république de Venise avant de rejoindre Bonaparte à Milan. Marmont participe, en tant que commissaire français du congrès de Reggio, à la création, voulue et dirigée par Bonaparte, de la République cisalpine le 20 juin 1797. Il est ensuite chargé d'accompagner Joséphine Bonaparte dans son voyage de quatre jours à Venise. C'est aussi à cette époque que Marmont présente le général Desaix à Bonaparte. Puis Marmont suit le général Bonaparte et participe brièvement au congrès de Rastadt avant de rentrer à Paris aux côtés du général victorieux.
En 1798, Marmont épouse, grâce au soutien du général Bonaparte,  Anne Marie Hortense Perregaux (Paris, 18 octobre 1779 - Paris, 25 août 1855), fille de Jean-Frédéric Perregaux, riche banquier parisien d'origine suisse, et d'Adélaïde de Prael.  Marmont regretta plus tard de s'être marié « si jeune avec une si mauvaise femme ». Il ne laissera pas de descendance.

#### La campagne d'Égypte (1798-1799)

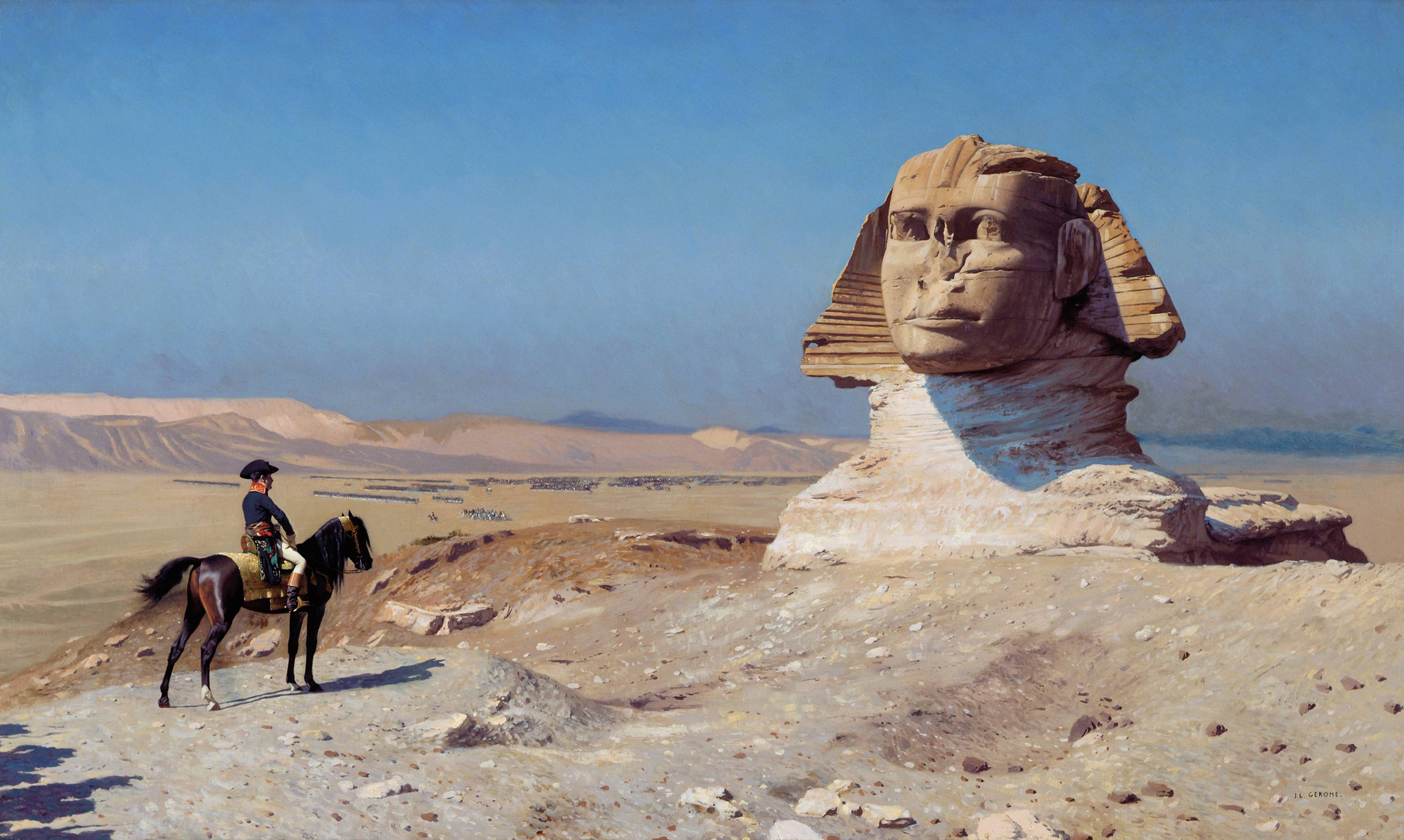
Jean-Léon Gérôme, Bonaparte devant le Sphinx.

Le 15 mai 1798, il s'embarque à Toulon dans la flottille qui conduit le général Bonaparte et son armée en Égypte. Le 10 juin la flotte française arrive devant Malte et Marmont est chargé de négocier l'entrée de la flottille dans le port pour se ravitailler en eau. Devant le refus de l'ordre de Malte, Marmont débarque à la tête de cinq bataillons et, après un rapide combat, commence l'investissement de la place forte, rejoint par le général Desaix et ses troupes. Le 11, Malte capitule et, après s'être ravitaillée, l'armée française en ressort le 19 juin. Marmont est fait général de brigade d'infanterie en raison de son rôle dans la prise de Malte. Sa brigade est rattachée à la division du général Bron.
Le 1er juillet il débarque avec l'armée vers Alexandrie et le 2, il participe à la prise de la ville d'Alexandrie en enfonçant la porte dite de Rosette. Le 22 juillet il est à la bataille des Pyramides et fait son entrée avec l'armée victorieuse au Caire. Après la bataille, il est éloigné des opérations militaires et se voit confier l'administration militaire de la zone entre Rosette et Alexandrie, où il s'occupe notamment du canal reliant Alexandrie au Nil.
Chargé de la défense d'Alexandrie, il ne participe pas directement à la bataille d'Aboukir le 25 juillet 1799. Dans les semaines qui suivent, sur demande de Bonaparte, il entre en relation avec l'amiral britannique Sidney Smith. Ce dernier lui remet de nombreuses gazettes qui détermineront Bonaparte à rentrer en France. Le 23 août, Marmont quitte l'Égypte et fait partie des quelques officiers que Napoléon ramène avec lui en France.

#### Le Consulat et la seconde campagne d'Italie (1799-1804)
Marmont participe aux préparatifs du coup d'État du 18 Brumaire (9 novembre 1799) en ralliant un certain nombre d'officiers d'artillerie à la cause de Bonaparte. Pendant le coup d'État de Saint-Cloud, il est chargé, avec Lannes, du maintien de l'ordre dans Paris. Lors de la mise en place du Consulat, Marmont est nommé conseiller d'État à la section de la guerre. À ce titre il participe aux réformes du train d'artillerie, il est chargé de négocier un emprunt auprès des banquiers hollandais puis est nommé commandant de l'artillerie de l'armée de réserve de Dijon. Entre le 15 et le 25 mai 1800, au début de la seconde campagne d'Italie Marmont organise le passage de l'artillerie par le col de Saint-Bernard et réussit à faire passer quelques pièces d'artillerie au pied du fort de Bard qui était pourtant toujours aux mains des Autrichiens. Ce gain de temps a un rôle précieux dans le succès de la campagne. Après la prise de Milan le 2 juin, Marmont est chargé d'établir un double pont sur le Pô pour le passage de l'armée. Il est également le 14 juin à la bataille de Marengo où sa batterie contribue fortement au renversement de situation qui mène à la victoire. La mort de son ami le général Desaix lors de la bataille touche Marmont comme le restant de l'armée. Marmont est fait général de division et rentre à Paris en même temps que Bonaparte, quittant le commandement de l'artillerie de l'armée d'Italie. Mais deux mois plus tard, Marmont est de nouveau nommé au même poste et rejoint l'armée d'Italie, sous les ordres du général Brune. Il est le 25 et le 26 décembre aux batailles de Pozzolo et Mozzembano. À la fin des opérations militaires, Marmont passe plusieurs mois en Italie à s'occuper des fortifications avant de rentrer à Paris en mai 1801.
Toujours conseiller d'État, il assiste de près, sans y prendre une grande part, aux nombreuses réformes du Consulat. C'est tout de même lui qui est chargé de lire le projet de loi créant la Légion d'honneur au conseil législatif. Il est également chargé de présider le conseil électoral de son département de la Côte-d'Or avant d'être nommé à 28 ans premier inspecteur de l'artillerie, la plus haute fonction de cette arme habituellement réservée aux généraux très expérimentés et en fin de carrière. Dès la déclaration de guerre à l'Angleterre en 1803, Marmont est chargé des préparatifs concernant l'artillerie de l'armée de Boulogne destinée à envahir l'Angleterre. En mars 1804, Marmont quitte ses fonctions dans l'artillerie pour devenir général en chef de l'ex-armée de Hollande, au camp de Zeist, près d'Utrecht. À proximité de ce camp, il fait construire par ses soldats une pyramide commémorative, le « Marmontberg ». La ville d'Austerlitz sera fondée à l'emplacement du camp.

### L'Empire

#### Le camp d'Utrecht et la campagne de 1805

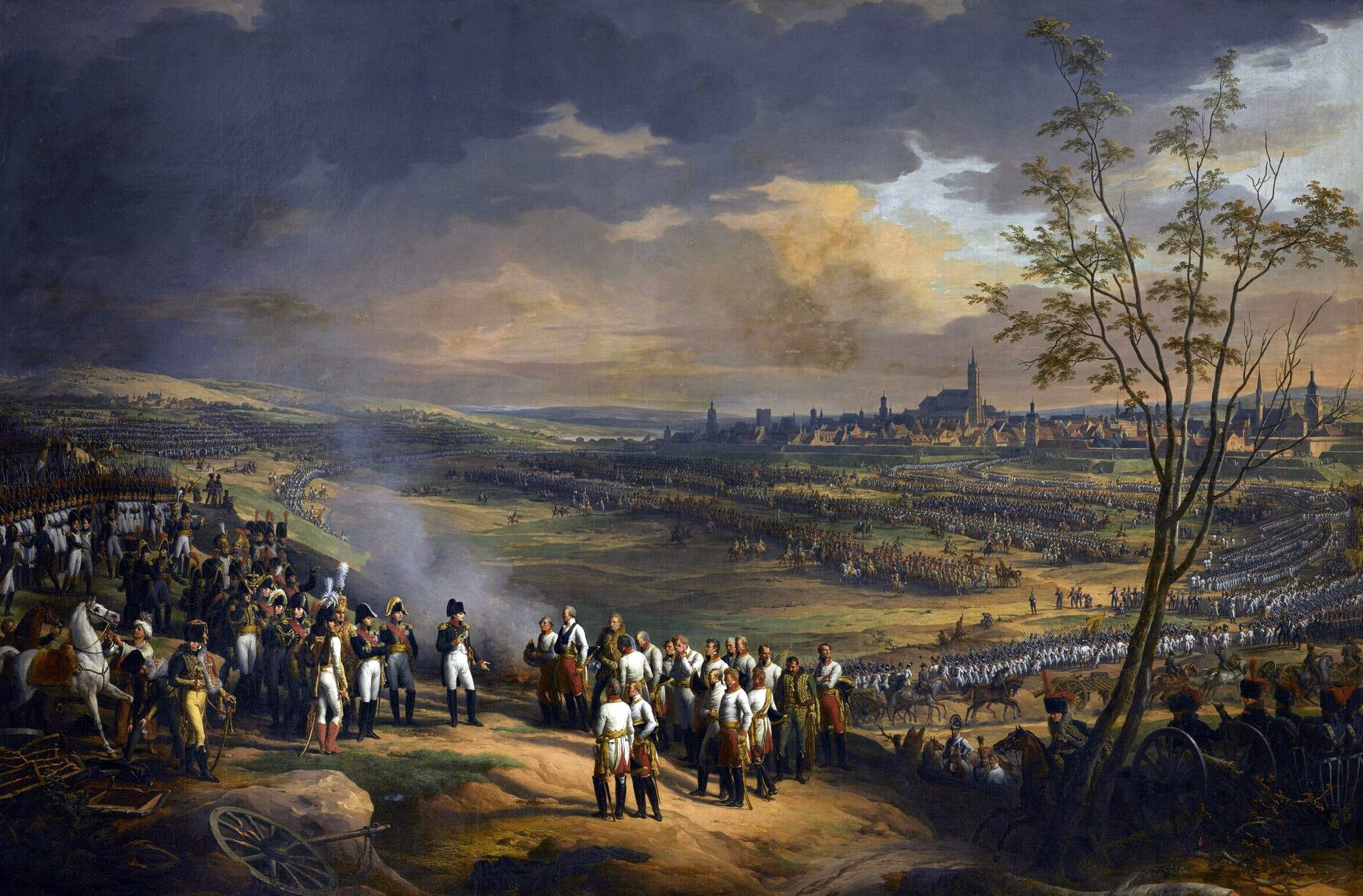
La reddition d'Ulm, Charles Thévenin, Marmont figure au second rang derrière Napoléon.

Lors de la création de l'Empire en 1804, Marmont est très déçu de ne pas faire partie de la liste des Maréchaux et il n'hésite pas à le faire savoir depuis son camp hollandais. Sa nomination comme grand officier de l'Empire ne le console guère. Marmont quitte son camp uniquement pour assister au sacre de l'Empereur le 2 décembre 1804. À cette occasion Marmont est nommé colonel général des chasseurs, en remplacement d'Eugène de Beauharnais devenu Prince. En 1805 les préparatifs du débarquement en Angleterre s'accélèrent. Le 29 juillet, les troupes de Marmont (qui prennent le titre de 2e corps de la Grande Armée) embarquent dans la flottille au port d'Ostende. Ils attendront trois semaines en mer, en vain, le signal de traverser la Manche. Débarqué en Hollande le 24 août, le corps de Marmont se voit dès le 29 août dirigé sur Mayence à marches forcées : la campagne d'Allemagne vient de débuter.
Bien que la position de son corps ne lui permette pas de participer directement à la prise d'Ulm, son corps est néanmoins désigné, avec celui du maréchal Ney, pour recevoir la capitulation et la reddition des troupes autrichiennes aux côtés de l'Empereur. Placé en deuxième ligne lors de la marche sur Vienne, le corps de Marmont ne prend pas part aux combats et par la suite, il est détaché vers Leoben, sur les arrières de l'armée autrichienne en Italie. Il ne participe donc pas à la bataille d'Austerlitz mais son rôle d'empêcher l'armée autrichienne de l'archiduc Charles de déboucher sur Vienne est de première importance. Alors que Marmont prépare une bataille contre l'archiduc, un émissaire français vient lui apprendre la victoire d'Austerlitz et l'armistice qui s'ensuit. Le second corps prend position à Gratz et une fois la paix signée le 28 décembre 1805, Marmont est chargé de marcher sur le Frioul qui vient d'être cédé par l'Autriche au royaume d'Italie où il arrive le 4 mars 1806.

#### Raguse (1806-1809)
Le 15 juillet 1806, Marmont avec un détachement du 2e corps, se met en marche pour Raguse, où le général Lauriston est assiégé par les Russes. Embarqué à Venise, la traversée de l'Adriatique fut plus longue que prévu et Marmont arrive à Zara après que le général Molitor, parti lui de Dalmatie, eut fait lever le siège de Raguse. Marmont arrive à Raguse le 2 août 1806 où il est nommé gouverneur général de Dalmatie (voir la campagne de Dalmatie). Quelques combats peu significatifs contre les Russes mais de grande importance pour le maintien des troupes françaises en Dalmatie ont lieu en septembre 1806. Puis Marmont s'occupe de l'administration de la province, du maintien de son armée, des fortifications de Raguse et crée de nombreuses routes reliant la province à Raguse. Plutôt bien accueilli par les quelque 250 000 Dalmates, Marmont doit néanmoins faire usage de la plus grande sévérité pour réprimer quelques révoltes. En juillet 1807, Marmont apprend la paix de Tilsit avec les Russes et dès lors la Dalmatie n'est plus menacée. Son administration civile s'en accroît d'autant. Napoléon confiera à Marmont le projet secret d'invasion de la Turquie européenne en vue d'un partage avec les Russes. Bien qu'ayant ardemment préparé ce projet, il ne verra jamais le jour. Le 28 juin 1808, Marmont est fait duc de Raguse par Napoléon.
En avril 1809, lorsque la guerre avec l'Autriche reprend, Marmont est chargé, avec dix mille hommes de son corps de Dalmatie, de marcher sur les arrières de l'armée autrichienne en Italie. Mais face à une armée bien plus nombreuse, le duc de Raguse en est réduit à livrer de petits combats de diversion et à laisser l'armée autrichienne s'emparer de la partie nord-est de la Dalmatie. Ce n'est qu'après la victoire de Ratisbonne le 23 avril remportée par l'armée française en Allemagne et qui oblige l'armée autrichienne d'Italie à se replier, que Marmont peut prendre l'offensive au début de mai. Le 17 mai, lors d'un combat, Marmont est touché par une balle à la poitrine qui fort heureusement rebondit sur sa bretelle. Fortement contusionné, Marmont met quelque temps pour s'en remettre avant de livrer les 21 et 22 mai la bataille de Gospich. Après une pause à Laybach (aujourd'hui Ljubljana), le corps de Marmont se remet en marche le 20 juin. Arrivé à Gratz, il reçoit l'ordre de l'Empereur de le rejoindre à Vienne avec son corps d'armée pour le 4 juillet. Marmont y arrive en personne un jour avant son corps et y retrouve l'Empereur Napoléon qu'il n'avait pas revu depuis plus de trois ans. Les 4 et 5 juillet, il assiste à la bataille de Wagram sans y prendre part puisque son corps, sur ordre de l'Empereur, reste en réserve. Mais après la bataille Marmont est chargé de l'avant-garde et mène la poursuite de l'armée autrichienne battue. Il parvient même à la dépasser et à se placer sur ses arrières pendant que Masséna la pousse de front. Mais isolé, Marmont est en grande infériorité numérique. Il décide tout de même de livrer bataille à Znaïm le 11 juillet 1809. Son corps d'armée subit de lourdes pertes et ne parvient pas à empêcher la retraite de l'armée autrichienne. Toutefois sa présence sur les arrières de l'armée autrichienne est décisive et pousse l'archiduc Charles à réclamer, dès la fin du combat, un armistice. Le 12 juillet, rejoint et félicité par l'Empereur, Marmont reçoit son bâton de maréchal sur le champ de bataille. Il reste en Autriche avec son corps d'armée jusqu'à la signature de la paix, le 14 octobre 1809. Puis il rentre en France, à Paris, qu'il n'avait pas revu depuis décembre 1804.

#### Les Provinces illyriennes (1809-1811)

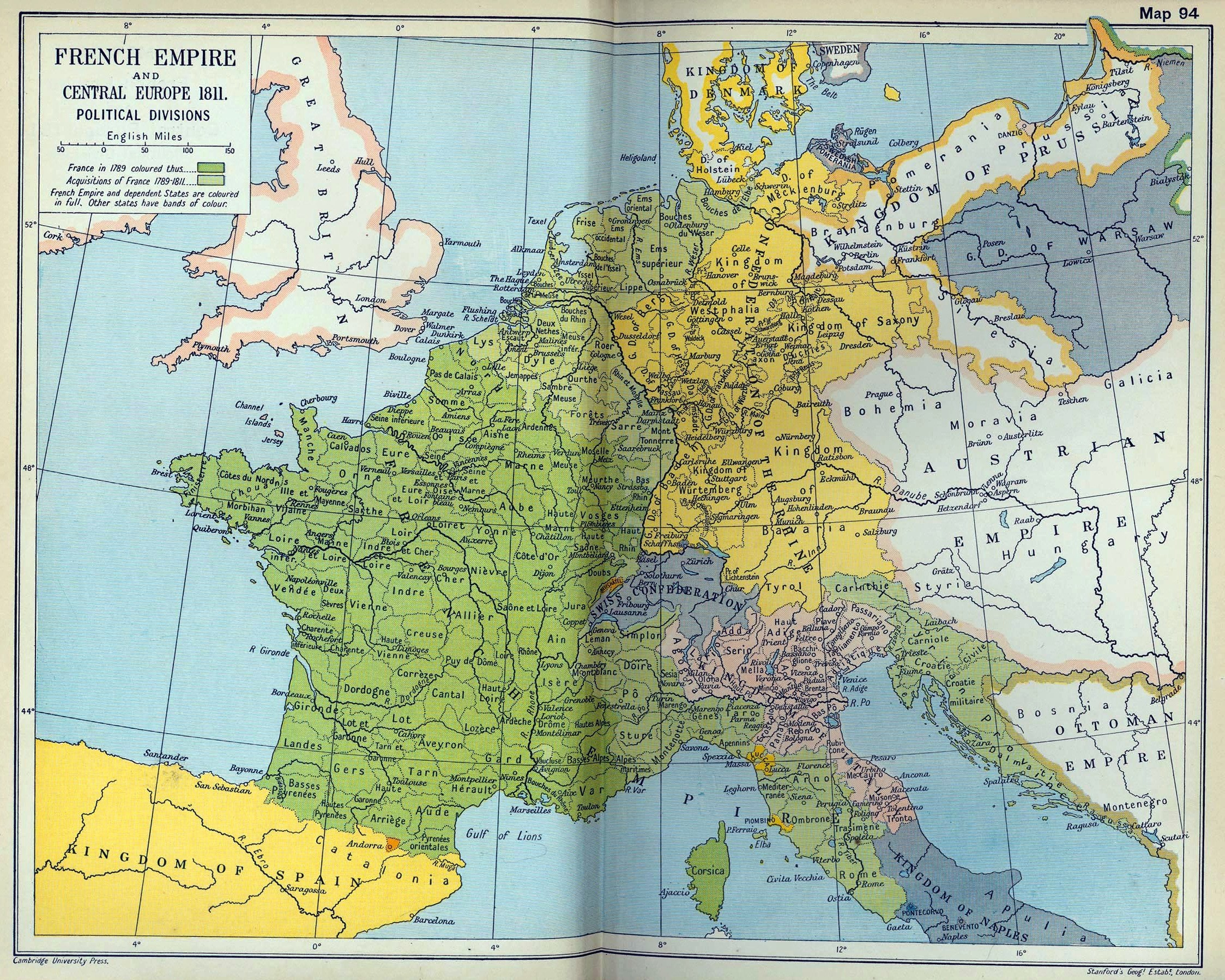
Carte de l'Empire français en 1811.

Il ne reste pas longtemps à Paris puisqu'il est nommé gouverneur général des Provinces illyriennes. Cette province, bien que devenue partie intégrante de l'Empire français, est, en raison de son éloignement, largement indépendante. Marmont y a les pleins pouvoirs et, selon ses propres mots, est « un vice-roi dont le pouvoir n'a pas de bornes ». Il arrive à Laybach, qui est fait capitale de la province, le 16 novembre 1809. Ses principales occupations sont alors les relations plus ou moins tendues avec la Turquie, la mise en place des réformes civiles (code civil, cadastre, lycées, impôts…), les infrastructures routières, le maintien de l'ordre mais surtout le blocus continental. Car c'est par cette province que passent toutes les marchandises anglaises à destination de Vienne. Si les Provinces Illyriennes souffrent beaucoup du blocus qui met fin à ce commerce fructueux, très vite le commerce du coton de tout l'Empire avec la Turquie (le coton des colonies anglaises étant interdit) transite désormais par ce territoire et les droits de douane viennent enrichir la province. Au début de mars 1811, Marmont obtient une permission pour rentrer quelque temps à Paris. Ce n'est que le troisième séjour de Marmont à Paris depuis 1804 et il ne sera guère plus long que les précédents. Tout juste le temps d'assister à la naissance du roi de Rome, le 14 mars, et Marmont doit quitter Paris le 26 avril pour l'Espagne. Car Napoléon vient de le nommer commandant en chef de l'armée du Portugal, en remplacement du maréchal Masséna.

#### La campagne d'Espagne (1811-1812)
Le 13 mai 1811, Marmont arrive à l'armée et prend le commandement effectif. Sa première mesure est d'ordonner le repli de l'armée du Portugal. En effet Masséna, chargé de prendre Lisbonne, a concentré l'armée française aux pieds des lignes de Torres Vedras mais celles-ci étant infranchissables, les Français se sont donc arrêtés net, attendant d'éventuels renforts. Marmont, sachant les renforts impossibles, décide donc de replier l'armée pour prendre une position plus sûre à Salamanque. Le 3 juin Marmont fait quitter toutes ses positions à son armée et se met en marche pour Merida, où il arrive le 18. Ce mouvement de flanc a pour but de faire sa jonction avec l'armée du maréchal Soult pour lever le siège de Badajoz le 20 juin, sécurisant ainsi tout le Sud de l'Espagne. Par son mouvement, le maréchal Marmont abandonne définitivement le plan de conquête du Portugal (sans doute a-t-il eu des consignes de Napoléon dans ce sens avant son départ de Paris) et se place dans la vallée du Tage en position de défendre la frontière espagnole. Au milieu du mois d'août, puis de nouveau en septembre, Marmont doit manœuvrer pour empêcher l'armée de Wellington de déboucher en Espagne mais sans qu'il y ait besoin de livrer bataille. Fin septembre, il parvient même à ravitailler la ville de Rodrigo qui était bloquée par l'armée anglaise. Profitant du calme hivernal, Marmont passe quelques jours à Madrid auprès du roi Joseph. Depuis son arrivée en Espagne, Marmont ne parvient pas à s'entendre avec le roi qu'il a pourtant bien connu avant et pendant le Consulat. Leur mésentente est source de nombreux conflits. Marmont accuse Joseph de ne rien faire pour défendre la frontière alors que le roi accuse Marmont, et les autres maréchaux, de saper son autorité et ainsi de favoriser la rébellion espagnole. Pendant toute la guerre d'Espagne, la mésentente entre les maréchaux et le roi d'Espagne, mais aussi des maréchaux entre eux, est une des causes principales de l'échec français.

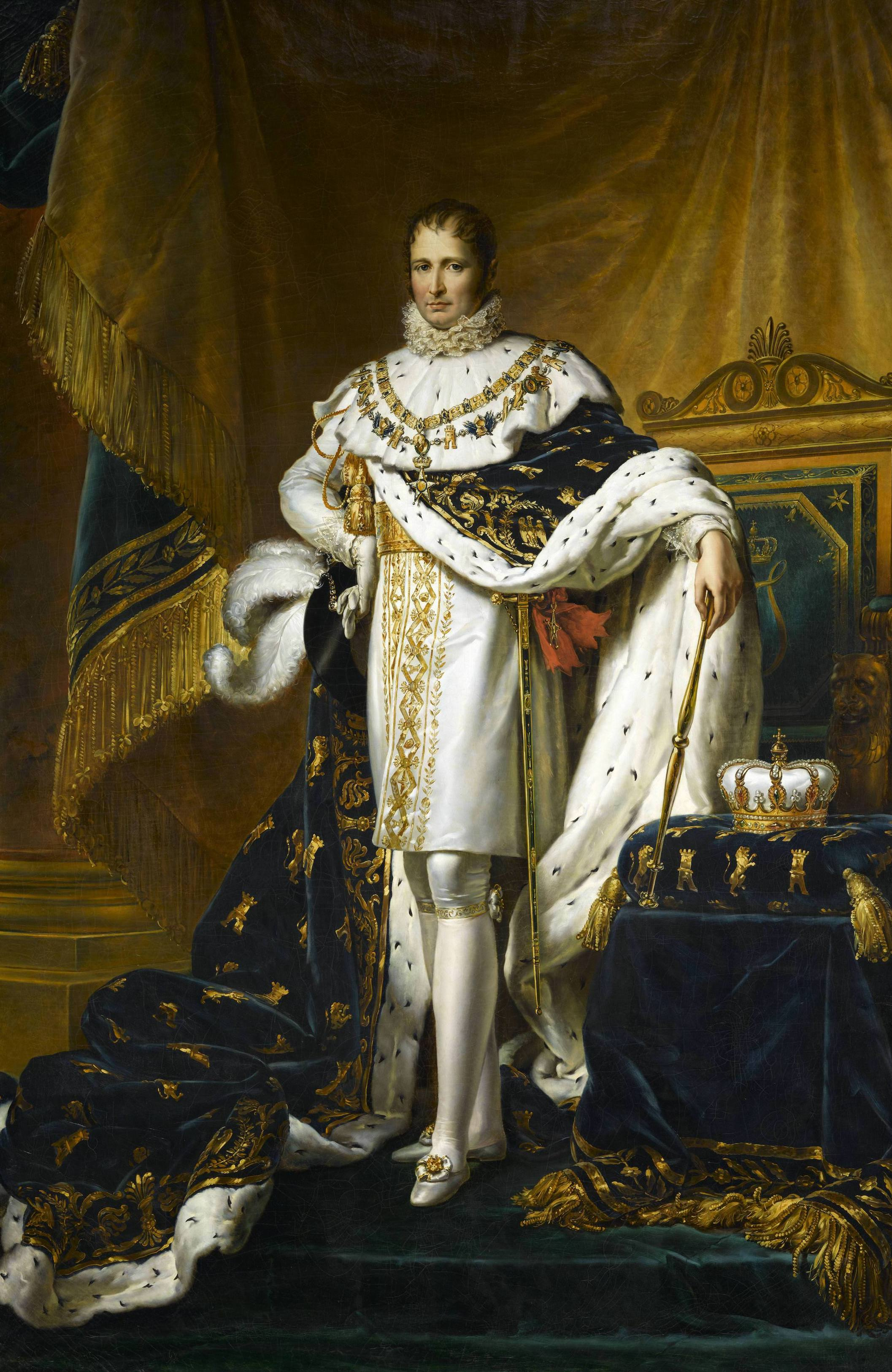
Joseph, roi d'Espagne.

De retour à son armée, Marmont voit une partie de ses troupes rappelées en France par Napoléon et doit également détacher quelques régiments pour participer à la prise de Valence. Mais dès janvier 1812, Marmont doit de nouveau manœuvrer pour contrer l'avance de l'armée anglo-portugaise. Les Anglais évitent le combat mais parviennent à prendre Rodrigo à un moment où l'armée française s'en était éloignée. À cette époque Marmont demande, sans succès, à être relevé de son commandement et à être rappelé en France pour participer à la campagne de Russie qui s'annonce. À la mi-mars, Marmont reçoit l'ordre de prendre l'offensive. À la tête de 25 000 hommes, il se met en marche, tente de reprendre Rodrigo, en fait le siège et s'avance sans attendre jusqu'à Sabugal au Portugal. Dans son avance, Marmont ne rencontre que de la cavalerie anglaise et des milices hispaniques. Car pendant ce temps Wellington manœuvre plus au sud, sur Badajoz, qu'il prend contre les troupes du maréchal Soult le 18 avril 1812. À cette nouvelle, Marmont fait demi-tour et reprend position aux alentours de Salamanque le 25 avril.

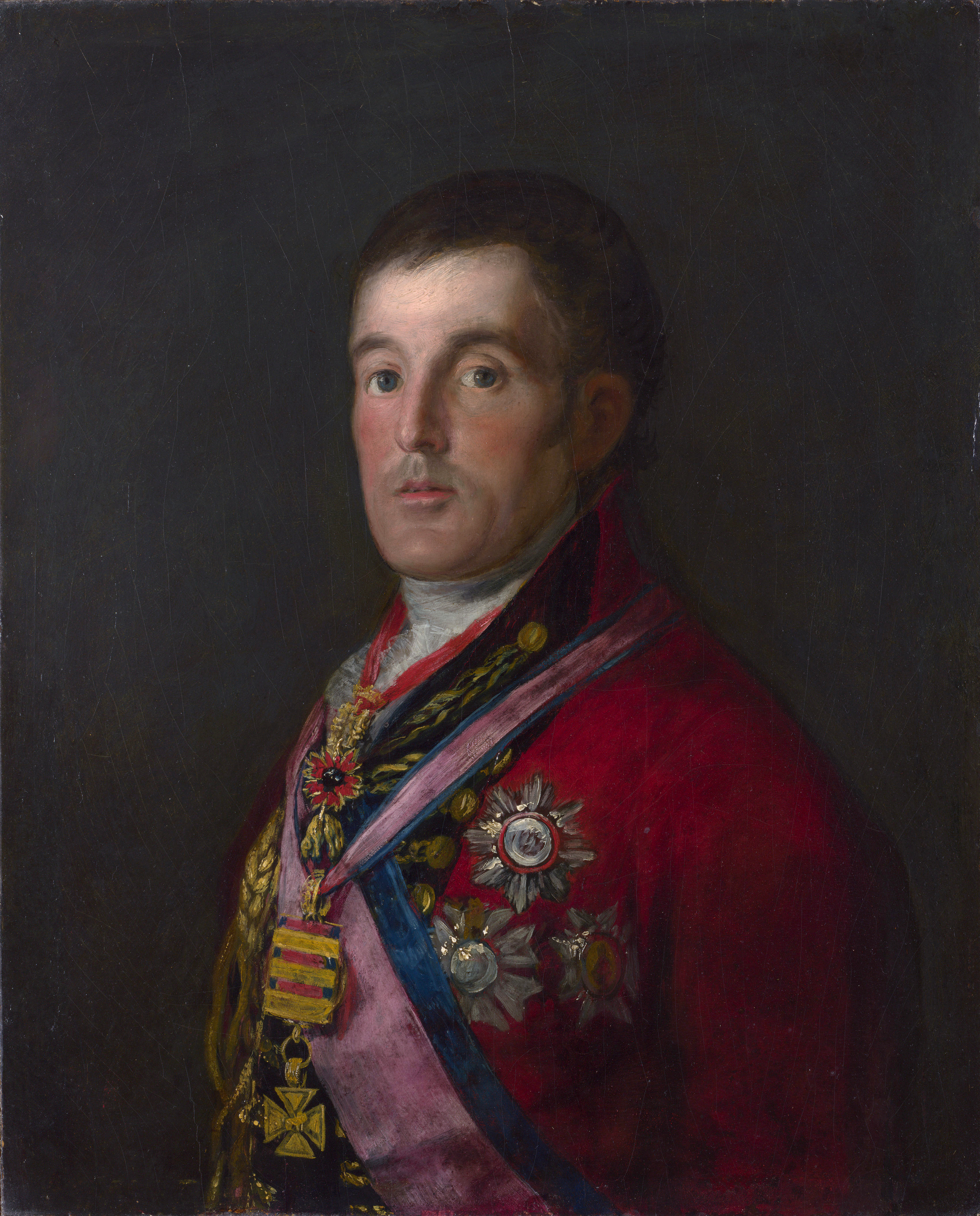
Arthur Wellesley de Wellington par Francisco Goya.

Le 12 juin 1812, l'armée anglo-hispanique du général Wellington prend l'offensive contre les troupes de Marmont. Celui-ci, avec des troupes inférieures et dispersées, se replie sans combat et donne Salamanque pour point de réunion de ses troupes. Il demande également des renforts au général Cafarelli et au roi Joseph pour livrer bataille. Arrivé à Salamanque, Marmont n'a pas reçu de renforts et, pressé par l'armée anglaise, se replie le 17 juin sur Valladolid, derrière le fleuve Duero, découvrant la route de Madrid. Ne recevant toujours pas de renforts, Marmont décide, le 16 juillet, de passer à l'offensive seul. Culbutant quelques troupes anglaises, Marmont marche à grande vitesse sur Salamanque, obligeant l'armée dispersée de Wellington à se replier en hâte. Arrivé jusqu'au sud-est de Salamanque le 21 juillet, Marmont rassemble ses troupes et s'apprête à livrer bataille à l'armée anglaise réunie le lendemain. Mais le 22 juillet au matin, découvrant une armée anglaise plus nombreuse et n'ayant lui-même pas encore rassemblé toutes ses troupes, Marmont suspend l'offensive, laissant les deux armées face à face. Et aux environs de 14 heures, lorsque l'armée anglaise entame un mouvement de repli, une partie seulement de l'armée française se lance à l'attaque. Marmont se défend d'avoir donné l'ordre de l'attaque et affirme que le général de division Maucune a pris seul cette responsabilité. Quoi qu'il en soit, vers 15 heures, alors que Marmont quitte son point d'observation pour se rapprocher du lieu des combats, il est atteint par un boulet creux qui lui fracasse le bras droit et qui, en explosant quelques mètres plus loin, lui perfore les côtes et le rein droit. Marmont est évacué à la hâte du champ de bataille par les chirurgiens du 120e régiment et le général Bonet prend le commandement. Mais, à son tour, Bonet est blessé par la même batterie, à peu près au même endroit. Il faut avertir le général Clausel qui se trouve éloigné de l'état-major qu'il est désormais responsable du commandement. Or tout ceci se passe à un moment où le combat, déjà mal engagé, est en train de tourner mal puisque les Anglais passent soudainement à l'offensive. Devant l'absence de directives énergiques pour rétablir la situation, l'armée française se débande et se replie en catastrophe sur Alba Tormes. La bataille de Salamanque du 22 juillet 1812 (ou bataille des Arapiles), outre les 9 000 hommes qu'elle coûte à l'armée française, marque un tournant dans la guerre d'Espagne puisqu'elle voit l'entrée, provisoire, le 6 août de l'armée anglaise dans Madrid. Elle a un immense retentissement en Angleterre puisqu'elle marque la première vraie victoire d'envergure de l'armée anglaise sur une armée française et consacre la réputation du général Wellington à un moment où les armées de Napoléon s'approchaient de Moscou. Marmont, grièvement blessé mais conscient, n'a pas pris directement part à la débâcle mais il reconnaît lui-même dans son rapport que les choses ont été mal engagées. Le jour même de la bataille, il est évacué, porté à bout de bras par sa garde rapprochée, jusqu'à Duero. Refusant l'amputation de son bras, Marmont est conduit ensuite sur Vittoria puis dans un hôpital de Bayonne où il reste totalement alité jusqu'en novembre 1812.
C'est vers le 15 novembre que Marmont reçoit la lettre accusatoire de Clarke, ministre de la Guerre. Sur instruction de Napoléon (alors en pleine campagne de Russie), le ministre somme le maréchal de s'expliquer sur sa conduite ayant amené la bataille et l'accuse d'avoir précipité celle-ci de quelques jours pour ne pas avoir à remettre le commandement au roi Joseph qui était en route avec des renforts. Dans sa réponse du 19 novembre envoyée depuis son lit d'hôpital, Marmont se défend d'avoir eu connaissance de l'arrivée du roi et de ses renforts et affirme au contraire qu'il les réclamait depuis le début de juin et que, ne les ayant pas obtenus à la mi-juillet, il pensait ne jamais devoir en recevoir. Le 10 décembre, il quitte Bayonne pour Paris où il pense pouvoir mieux défendre sa cause. Arrivé le 14 décembre, le bras en écharpe et ses plaies toujours non cicatrisées, Marmont n'a guère le temps de plaider en sa faveur puisque, le 17 décembre, le 29e bulletin de la Grande Armée arrive à Paris et annonce la débâcle de l'armée française en Russie. Dans la nuit du 18 au 19 décembre, c'est le retour surprise de Napoléon à Paris et Marmont le rencontre dès le 19 décembre. Concentré sur les moyens de remédier au désastre de Russie, ils n'abordent pas ensemble la bataille de Salamanque. C'est la fin de la très courte disgrâce du maréchal Marmont.

#### La campagne d'Allemagne (1813)

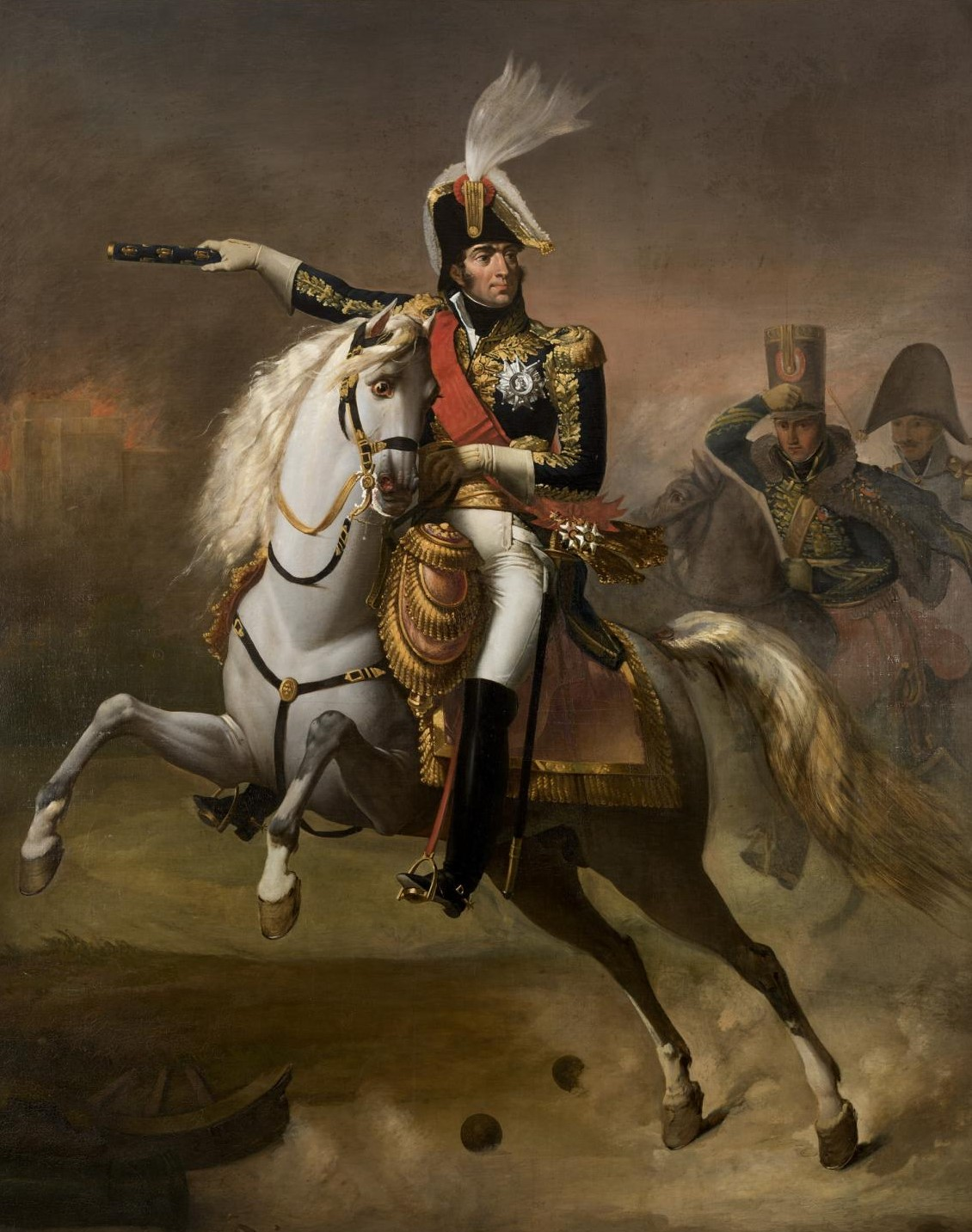
Portrait équestre du maréchal Marmont. Huile sur toile attribuée à Jacques-Luc Barbier-Walbonne, XIXe siècle.

En 1813, toujours convalescent, Marmont passe les mois de janvier, février et début mars à Paris. Duc de Raguse et maréchal de France, Marmont découvre pour la première fois les fastes du régime impérial et sa nouvelle position sociale due à son rang. À la mi-mars, il se rend dans son château familial de Châtillon (Marmont ayant perdu son père) où il ordonne le début de grands travaux d'aménagement.
Le 20 mars il reçoit l'ordre de rejoindre l'armée d'Allemagne où il obtient le commandement du 6e corps d'armée, malgré son bras toujours immobile. Il arrive le 24 mars à Mayence. Étant sous le commandement direct de Napoléon, Marmont n'a plus l'autonomie dont il a pu bénéficier en Espagne ou en 1809. Il se contente d'obéir aux ordres. Le 12 avril, son corps d'armée est mis en marche. Le 2 mai, le 6e corps participe à la bataille de Lutzen. Sa position à l'avant-garde de l'armée le pousse à recevoir, aux côtés du 3e corps du maréchal Ney, le gros de l'attaque russo-prussienne. La bonne résistance des troupes de Marmont permet à Napoléon d'arriver avec des renforts et de remporter cette bataille importante puisqu'elle force les coalisés à se retirer jusqu'à Dresde. Le soir du 2 mai, alors que la bataille est terminée et que la nuit est tombée, Marmont est en train de communiquer ses dernières dispositions pour la nuit lorsqu'une charge de nuit de la cavalerie prussienne tombe directement sur l'état-major du 6e corps. Étant au sol et, à cause de son bras, ne pouvant monter à cheval rapidement, Marmont est contraint de se jeter au milieu d'un carré français du 37e régiment pour sauver sa vie. Mais le 37e, tout aussi surpris que Marmont, se débande sous le choc. Heureusement la cavalerie prussienne, dans le noir, ne peut charger les fuyards. Marmont au milieu de ses soldats est entraîné par le mouvement de panique et met quelque temps à rétablir l'ordre. Dans la panique, ses propres soldats ont fait feu sur l'état-major du 6e corps qu'on a pris à tort pour des cavaliers prussiens. Le premier aide de camp et ami de Marmont, le colonel Jardet, y est tué ainsi que plusieurs officiers. Le 9 mai, Marmont et son corps font leur entrée dans Dresde, capitale de Saxe. Les 20 et 21 mai 1813, le 6e corps participe activement à la bataille de Bautzen. Placé au centre du dispositif, Marmont est en première ligne le 20 mai et contribue au succès de la journée. Le lendemain, son corps est maintenu en réserve et ne participe qu'à la poursuite de l'armée coalisée en retraite. Puis, à la signature de l'armistice le 2 juin, le 6e corps prend position à Buntzlau. Pendant l'armistice, la Grande Armée française est divisée en trois armées : la première sous les ordres d'Oudinot est à Brême et doit marcher sur Berlin contre l'armée du Nord de Bernadotte ; la seconde est commandée par Ney et doit s'opposer à l'armée de Silésie de Blücher et enfin la troisième armée, à Dresde, est commandée par Napoléon et doit s'opposer à l'armée autrichienne de Bohême. Marmont est rattaché à la deuxième armée du maréchal Ney composée du 3e corps de Ney, du 5e de Lauriston, du 6e de Marmont et du 11e de Macdonald.
L'armistice est dénoncé le 10 août par les coalisés et les hostilités, selon la convention, doivent reprendre le 17 août. Mais dès le 14, l'armée de Silésie de Blücher se met en marche et attaque le 3e corps de Ney. Marmont participe au mouvement de repli et le 19 août, avec l'arrivée de Napoléon aux commandes, il passe à l'offensive. Mais l'armée de Silésie se dérobe et évite le combat. Le 23 Napoléon apprend l'attaque de l'armée de Bohême sur Dresde. Il ordonne à Marmont de rejoindre cette ville au plus tôt. La marche rapide de Marmont lui permet d'arriver le soir du 26 août à Dresde et de participer au 2e jour de la bataille de Dresde. Son arrivée, combinée à celle du maréchal Victor, est décisive et permet une grande victoire. Le lendemain, Marmont est envoyé, sous les ordres de Murat, à la poursuite de l'armée autrichienne en déroute. Il fait de nombreux prisonniers. Néanmoins la poursuite manque d'ensemble et ne peut éviter le désastre de Klum qui voit l'anéantissement du corps d'armée du général Vandamme. Pendant ce temps, Ney, privé du 6e corps de Marmont, subit la lourde défaite de la Katzbach face à Blücher. À cela s'ajoute la défaite d'Oudinot à Gross-Behren face à Bernadotte.
Pendant le mois de septembre, les différentes manœuvres et combats partiels de Napoléon ne parviennent pas à empêcher l'avance des trois armées coalisées. L'armée française est petit à petit acculée dans la plaine de Leipzig et tout annonce une grande bataille qui décidera du sort de la campagne. Au début d'octobre, alors que la bataille de Leipzig se prépare, Marmont, placé de nouveau sous les ordres du maréchal Ney, fait face à l'armée de Silésie de Blücher puis à celle de Bernadotte avant d'affronter les deux réunies lors de la bataille de Leipzig les 16,17 et 18 octobre. Placé au nord du champ de bataille, le corps de Marmont contient pendant 3 jours les assauts répétés des armées de Silésie et du Nord. Son succès défensif permet de sauver l'armée française dont le gros des troupes combattait plus au sud de la ville contre l'armée autrichienne. Le 16, alors que toutes ses troupes sont engagées au corps à corps avec les Prussiens, Marmont se met personnellement à la tête des 20 et 25e régiments d'infanterie et charge l'ennemi pour dégager quelques troupes. Il est touché très légèrement à la main gauche par une balle prussienne. Le 17 est une journée plutôt calme sur le front nord puisque l'armée de Silésie n'entre pas en action, préférant attendre la venue complète de l'armée du Nord de Bernadotte. Le 18, le gros de l'armée française qui se trouve au sud de Leipzig sous les ordres directs de Napoléon commence sa retraite. La cavalerie wurtembourgoises aux ordres de Marmont étant placée aux avant-postes, Marmont a la surprise de voir ses propres cavaliers, alliés de la France, se retourner brusquement contre ses propres troupes. Surpris, Marmont réagit et repousse facilement l'assaut car les Wurtembourgeois sont peu nombreux. Mais quelque temps plus tard, c'est au tour des Saxons, sous le commandement de Reynier, qui étaient à la droite de Marmont de se retourner contre ses troupes. Cette fois le danger est bien réel puisqu'il s'agit de 6 000 hommes qui, non contents d'augmenter la force de l'ennemi et réduire celle de l'armée française, creusent un trou énorme dans le dispositif français. Soutenu par le 3e corps, Marmont parvient néanmoins à repousser les assauts des Prussiens, Suédois et Saxons. Au milieu de ses troupes, sous le feu de 150 canons ennemis, Marmont se bat toute la journée. Son chapeau est transpercé par une balle et il a quatre chevaux tués ou blessés sous lui. Plusieurs officiers de son état-major sont tués ou blessés à ses côtés.
Le 19, Marmont est chargé avec le 6e corps et le 3e corps, placé provisoirement sous ses ordres, de défendre le nord des faubourgs de Leipzig pendant que l'armée française évacue la ville par le seul pont disponible. Curieusement, les armées coalisées n'attaquent pas immédiatement et les combats ne débutent pas avant 9 heures du matin. Les troupes de Marmont tiennent bon mais plus le temps passe, plus l'armée française évacue la ville et plus l'ennemi se renforce. Un peu avant midi la situation n'est plus tenable et les troupes françaises se replient en catastrophe à travers la ville. Mais la ville est toujours encombrée de troupes et de bagages car la retraite du gros de l'armée n'est pas terminée. Comme il n'y a qu'un seul pont pour sortir de la ville, un immense embouteillage se forme au niveau du pont et dans toute la ville. Les aides de camp de Marmont sont obligés d'utiliser la force pour se frayer un passage au milieu des troupes françaises et permettre au maréchal Marmont de franchir le pont. Quelques minutes plus tard, le pont, qui avait été miné sur ordre de Napoléon, explose à la suite d'une maladresse. Plus de 20 000 Français, dont une bonne partie des troupes de Marmont, sont prisonniers dans la ville.
Le 20, Marmont reçoit le commandement de tous les débris des 3e, 5e, 6e et 7e corps comptant seulement une quinzaine de milliers d'hommes dont à peine 6 000 sont en état de combattre. Avec le restant de la Grande Armée, Marmont se replie sur le Rhin en direction de Mayence. Au passage, le 30 octobre, Marmont participe activement à la bataille de Hanau et parvient à repousser les Austro-Bavarois du général de Wrede, libérant le passage à la Grande Armée. Le 2 novembre, Marmont et la Grande Armée française sont de retour sur le territoire de l'Empire, Marmont avec le gros des troupes à Mayence (environ 40 000 hommes des 2e, 3e, 4e, 5e et 6e corps d'infanterie plus la Garde impériale qui n'est pas sous ses ordres), le reste plus au sud entre Mayence et Strasbourg.

#### La campagne de France (janvier-mars 1814)
Pendant les mois de novembre et décembre 1813, Marmont doit faire face à une terrible épidémie de typhus qui décime environ 15 000 de ses soldats, un tiers de son effectif. L'épidémie touche également la population civile de Mayence. Malgré tous ses efforts, Marmont ne parvient pas à stopper complètement l'épidémie. L'armée est également réorganisée : les 3e et 6e corps fusionnent et forment le 6e corps commandé par Marmont. Le 4e est confié au général Morand, sous les ordres de Marmont, et est destiné à rester en garnison à Mayence. Le 2e est envoyé au nord sous les ordres de Macdonald, le 5e au sud sous les ordres de Victor et la Garde impériale est renvoyée à Metz. Ainsi il reste un peu plus de 29 000 hommes (dont 12 000 doivent rester à Mayence sur ordre de l'Empereur) sous les ordres de Marmont pour défendre le passage du Rhin entre Landau et Andernach soit un peu moins de 250 km de front. Sur l'autre rive du Rhin, l'armée de Silésie du général Blücher est forte de 150 000 hommes (mais seulement 85 000 sont sur le Rhin, le reste est encore plus en arrière). Alors que tout semblait indiquer que les opérations militaires ne reprendraient pas avant le printemps, le 15 décembre l'armée austro-russe de Schwarzenberg franchit le Rhin à Bâle et débouche en France par la Suisse. À cette nouvelle qu'il apprend vers le 20 décembre, Napoléon depuis Paris ordonne à Marmont de se joindre avec son 6e corps à Victor à Strasbourg et de marcher sur Bâle. Mis en route le 29 décembre, Marmont est aussitôt attaqué dans la nuit du 31 au 1er janvier 1814 par Blücher qui franchit à son tour le Rhin à Manheim et à Caub. Marmont résiste quelques jours mais le 6 janvier il est obligé de se replier sur la Sarre, à Kayserslautern puis Saarebruck. Ayant laissé des troupes en garnison dans les places de la Sarre et Moselle, il ne reste plus, le 8 janvier, que 8 500 hommes, 2 500 cavaliers et 36 pièces d'artillerie sous les ordres directs de Marmont. Les désertions et combats d'arrière-garde réduisent ce nombre à 6 000 hommes d'infanterie le 15 janvier. Car Marmont, pressé par des forces supérieures, ne cesse de reculer. Il est le 16 à Metz, le 18 à Verdun, le 25 à Vitry-le-François, point de concentration de l'ensemble de l'armée. Durant cette première phase de la guerre, Marmont a reculé de 380 km en 25 jours sans livrer bataille, au grand dam de l'Empereur qui lui en fait le reproche. Mais Marmont n'a guère besoin de se justifier : il avait 60 000 hommes devant lui.
Le 26 janvier 1814, Napoléon arrive à la tête de l'armée réunie à Vitry-le-François et ordonne la contre-attaque. Marmont assiste, sans y participer puisque ses troupes sont en réserve, à la victoire de Saint-Dizier le 27 janvier. Puis le corps de Marmont est détaché sur Joinville pendant que Napoléon affronte Blücher à la bataille de Brienne le 29 janvier. Appelé à le rejoindre à Brienne, Marmont a toutes les peines à exécuter cet ordre reçu sous la pression des Bavarois du général de Wrede et des Prussiens du général York. Néanmoins Marmont arrive le 1er février dans les environs de Brienne et participe à la bataille de La Rothière. Cette bataille indécise et le repli devant les troupes prussiennes fragilise un peu plus la position critique de l'armée française. Le 2 février, alors que Napoléon se replie par Lesmont vers Troyes, Marmont est de nouveau détaché du gros de l'armée et prend position à Rosnay. Il y livre le combat défensif de Rosnay avec moins de 4 000 hommes retranchés derrière la rivière Voire et fait perdre près de 3 000 hommes à l'ennemi qui en comptait pourtant plus de 20 000. Dans ce combat, Marmont charge personnellement une première fois à la tête du 131e régiment d'infanterie, puis à nouveau dans la nuit vers Dampiere où il se bat l'épée à la main gauche (il porte toujours son bras droit en écharpe) comme un simple officier. Le combat de Rosnay, bien que de faible importance, est en raison de la disproportion des forces le plus beau fait d'armes de la carrière militaire de Marmont.

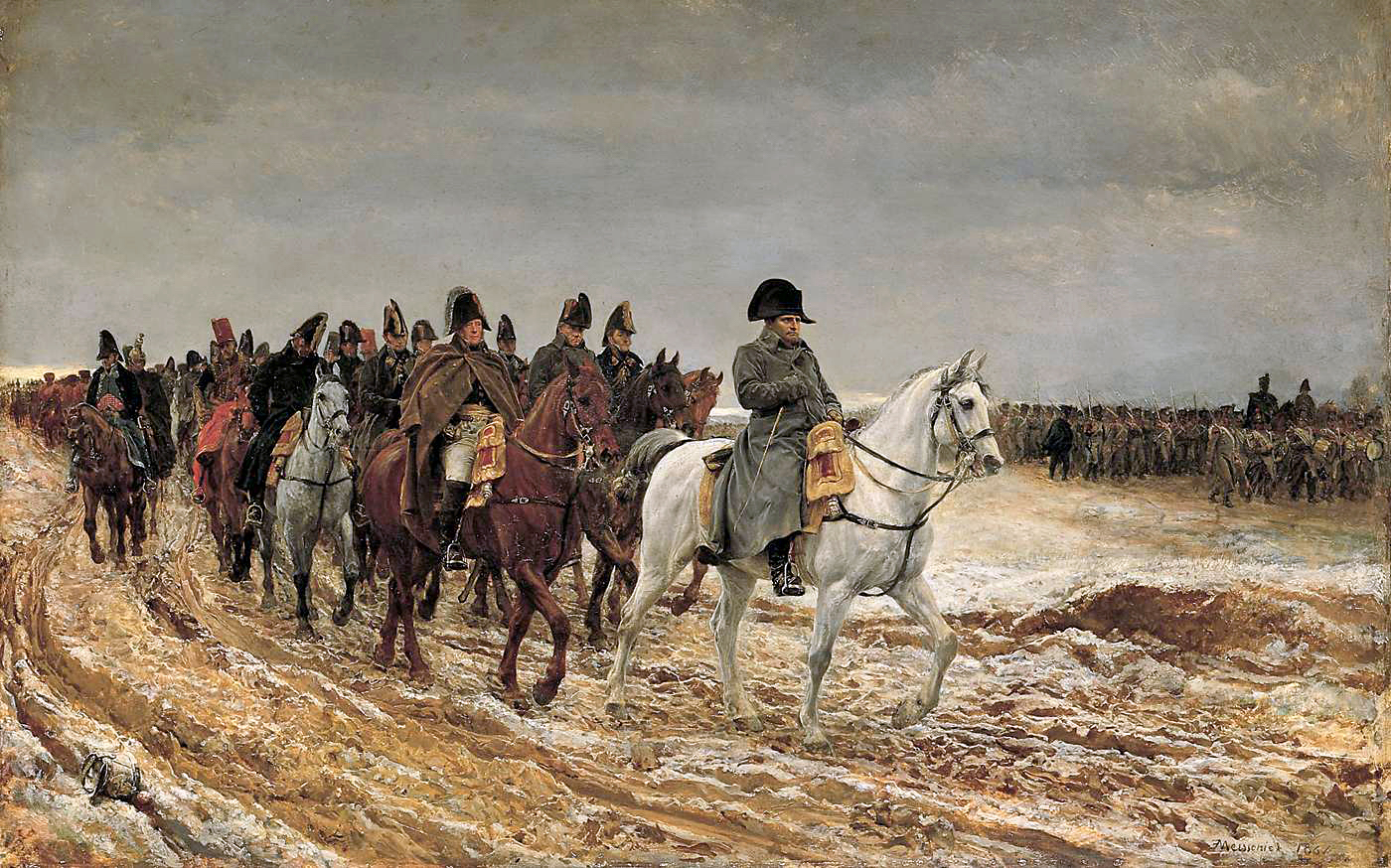
Peinture de Meissonier : 1814, Campagne de France : Retraite après la bataille de Laon ; Napoléon et son état-major derrière lui; de gauche à droite, Ney (capote sur les épaules), Berthier, Flahaut (fils de Talleyrand) ; derrière Ney, un inconnu tombant de fatigue, puis Drouot et, derrière Flahaut, peut-être Gourgaud,,.

Le 7 février, Marmont est placé à la tête de l'armée qui doit affronter celle de Blücher. Car après la bataille de La Rothière, les deux armées coalisées de Silésie et de Bohême se sont séparées, trop confiantes dans leur succès. Napoléon veut en profiter pour battre un Blücher isolé. Le 8 Marmont est à Sézanne et le 11 février, il participe activement à la victoire de Champaubert. Placé à la tête de la colonne française, le corps de Marmont livre le combat principal et détruit totalement le corps russe du général Olsouffieff qui est fait prisonnier. Après cette victoire stratégique qui place l'armée de Napoléon au cœur de l'armée de Silésie, Marmont est de nouveau détaché de Napoléon et envoyé sur Vertus pour observer les corps prussiens de Blücher pendant que Napoléon marche contre les corps de York et Sacken qu'il bat à Montmirail le 12 puis à Château-Thierry le 13. Pendant que Napoléon remporte ces brillantes victoires, Marmont est attaqué à Vertus le 13 février par Blücher et ses 20 000 hommes. Hors d'état de résister avec 3 000 hommes et 1 500 cavaliers, Marmont se replie lentement, en menant un joli combat d'arrière-garde, jusqu'à Montmirail où il arrive le 14. Rejoint par Napoléon avec une partie de ses troupes, Marmont participe à la brillante victoire de Vauchamps.
Après la bataille de Vauchamps, Napoléon marche à la hâte sur Provins où il va lutter cette fois contre les Autrichiens de Schwarzenberg. Pendant que Napoléon remporte les victoires de Provins et de Montereau, Marmont est laissé à Vertus pour surveiller les mouvements de l'armée de Blücher réunie à Chalons. Débordé par les cosaques venus du sud, Marmont se replie sur Montmirail qu'il reprend de force le 17 février. Puis, alors que Napoléon marche sur Troyes et que Blücher quitte Chalons pour Arcis-sur-Aube, Marmont marche sur Sézanne où il arrive le 22 février. Sur ordre de Napoléon, il marche sur Arcis car Napoléon veut que Marmont empêche la jonction de l'armée de Blücher avec celle de Schwarzenberg. Mais entretemps, Schwarzenberg s'est replié sur Bar-sur-Aube et Blücher, au lieu de le suivre, décide de marcher sur Paris. Le 24 février, le corps d'armée de Marmont se retrouve donc face à toute l'armée de Silésie qui remonte sur lui. Marmont se replie en hâte le 24 sur Vindé. Le 25, le combat commence et Marmont, face à 50 000 hommes, se replie lentement, menant un combat d'arrière-garde dans toutes les règles de l'art. Il est le 25 au soir à la Ferté-Gaucher, le 26 à Jouarre et le 27 il passe la Marne à Trilport et doit accourir en toute hâte à Meaux pour en chasser quelques cosaques qui s'étaient emparés de ce point important. Plaçant ses troupes à Meaux, Marmont est rejoint par le corps du maréchal Mortier, venu de Soissons et Compiègne. Le maréchal Mortier étant le plus ancien des deux maréchaux, il prend provisoirement la direction des deux corps. Ensemble, les deux maréchaux vont livrer du 28 février au 2 mars le combat de l'Ourq contre l'armée de Silésie. Cette victoire défensive sauve la capitale et permet à Napoléon de fondre sur les arrières de l'armée de Silésie. Les maréchaux prennent l'offensive le 3 mars et poursuivent l'armée de Silésie qui se replie en catastrophe sur Soissons. Dans les environs de Neuilly-Saint-Front, alors que Marmont chevauche à l'avant-garde de ses troupes, son cheval est transpercé par un boulet prussien sans que Marmont ne soit blessé. La victoire aurait pu être totale si la capitulation surprise de Soissons le 4 mars n'était pas venue sauver l'armée de Silésie et anéantir tous les efforts de l'armée française.
En dépit de la capitulation de Soissons, Napoléon continue néanmoins sa poursuite de l'armée de Silésie. Le corps de Marmont est d'abord renforcé par l'arrivée de 4 000 marins puis il est détaché du gros de l'armée en direction de Berry-au-Bac pendant que Napoléon affronte les Prussiens à Craonne le 7 mars. Les 8 et 9 mars, Napoléon livre la bataille de Laon. Pendant que Napoléon attaque Laon avec le gros des forces françaises depuis la route de Soissons, Marmont est chargé de mener une diversion par la route de Reims. Le 8, Marmont parvient à faire avancer son corps d'armée jusqu'à Athies-sous-Laon, au cœur du dispositif prussien. Mais, de son côté, Napoléon n'est pas parvenu à déloger les Prussiens. Marmont se trouve donc isolé avec 7 000 hommes au cœur d'une armée de 90 000 Russes et Prussiens. Vers 17 heures, alors que la nuit commence à tomber, Marmont se replie. Alors que sa retraite commence en bon ordre, ses troupes sont subitement chargées par la cavalerie prussienne qui enfonce plusieurs fois la colonne d'infanterie française, prend de nombreuses pièces de canons et bagages. Cette défaite coûte environ 3 000 hommes et 45 canons à Marmont. Elle oblige Napoléon à rompre le combat le 9 mars et à se retirer derrière l'Aisne. Napoléon juge sévèrement Marmont qui « s'est conduit comme un sous-lieutenant ».

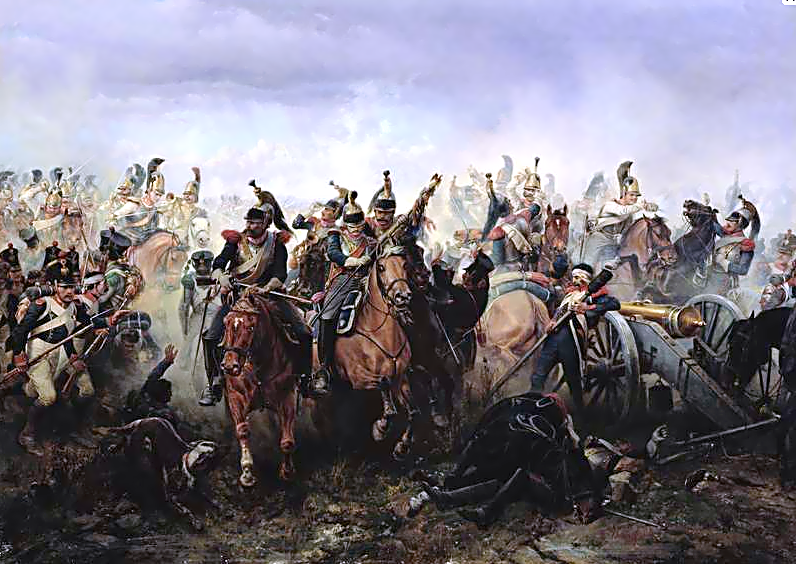
Bataille de Fère Champenoise le 25 février 1814.

Mais Marmont garde néanmoins la confiance de l'Empereur. Dès le 12 mars, Napoléon charge Marmont de marcher sur Reims contre le corps russe du général Saint-Priest. Le 13 mars, Marmont est en première ligne, participe à la bataille de Reims et contribue à écraser le corps russe. Après cette bataille, Napoléon décide le 15 mars de laisser les corps de Marmont et de Mortier sur l'Aisne pour faire face à l'armée de Silésie de Blücher pendant que lui-même marche sur Troyes à la rencontre de l'armée de Bohême de Schwarzenberg. Marmont reçoit le commandement des deux corps français : il se positionne à Berry-au-Bac et laisse Mortier à Soissons. Les instructions de Napoléon sont de tout faire pour empêcher Blücher de franchir l'Aisne et de couvrir Paris. Dès le 17 mars, les Prussiens de Blücher reprennent l'offensive et franchissent l'Aisne en amont de Bery-au-Bac. Le 19, Marmont rassemble ses troupes et celles de Mortier à Fismes et reste en position défensive prêt à livrer bataille. Mais dans la nuit du 20 au 21 mars, Marmont reçoit de nouvelles instructions : il doit marcher sur Châlons-sur-Marne pour rejoindre l'Empereur. Or les Prussiens et les Russes de Blücher sont déjà à Reims, coupant la route entre Fismes et Chalons. Napoléon reproche à Marmont de n'avoir pas pris position à Reims plutôt qu'à Fismes. Marmont, pour se défendre, dira qu'il avait ordre de couvrir Paris, ce qu'il ne pouvait pas faire depuis Reims. Quoi qu'il en soit, le 21 au matin, Marmont se met en marche avec les troupes de Mortier en direction de Chalons-sur-Marne mais Marmont est obligé de faire un détour par Château-Thierry car la route directe est coupée par la cavalerie ennemie. Le 23 mars au soir, Marmont arrive à Bergères, Mortier plus en arrière à Vertus. Or entretemps, Napoléon a été battu les 20 et 21 mars à la bataille d'Arcis-sur-Aube et a décidé de marcher plein est en direction de Saint-Dizier. Cette manœuvre l'éloigne considérablement des troupes de Marmont et Mortier. Mais le pire est que toute l'armée de Bohême, venue d'Arcis, et l'armée de Silésie, venue de Chalons, se trouvent désormais entre Napoléon et Marmont. 150 000 Autrichiens, Russes et Prussiens se trouvent face aux 16 000 Français de Marmont. Or Marmont, qui n'a pas de cavalerie pour l'éclairer, ignore tout de cette situation. Il croit la route libre et ne prend aucune précaution. Non seulement il ne se replie pas, ne stoppe pas ses troupes, mais il va au contraire, le 24 mars, poursuivre sa marche en avant, s'enfonçant encore davantage au milieu des troupes ennemies. Le 24 au soir, Marmont est à Soudé-Sainte-Croix et le maréchal Mortier à Vatry. Et ce n'est que tard dans la soirée que Marmont découvre atterré qu'il est face à 150 000 ennemis. Jusque-là, la conduite de Marmont peut s'expliquer par le manque d'ordres venus de Napoléon : celui-ci n'a envoyé aucun message à Marmont depuis le 20 mars au matin, alors que les routes étaient dégagées jusqu'au 23 mars dans l'après-midi. Napoléon n'a pas informé Marmont qu'il avait perdu la bataille d'Arcis le 21 mars et que 100 000 Autrichiens venus du sud et 50 000 Prussiens venus du nord pouvaient tomber sur la colonne de Marmont. Mais le 25 mars au matin, Marmont va commettre une grave erreur d'appréciation. Alors qu'il sait désormais le danger qui le menace, Marmont va attendre jusqu'à 9 h 30 que Mortier le rejoigne à Soudé-Sainte-Croix avant de commencer sa retraite au lieu de se replier directement sur Fère-Champenoise où Mortier pouvait le rejoindre. Le 25 mars se déroule donc la désastreuse bataille de Fère-Champenoise. Marmont, avec 12 000 hommes d'infanterie, 4 000 cavaliers et 66 canons, va lutter contre 27 000 cavaliers et 110 canons, appuyés par une réserve de 40 000 hommes d'infanterie qui ne participera pas à la bataille. Marmont perd dans la bataille, qui se déroule sous une pluie battante, 3 000 hommes et 30 canons. La défaite est aggravée par le combat que mène le général Pacthod au nord des positions de Marmont. Marmont ignore la présence de ces troupes françaises à quelques kilomètres de lui et ne peut prendre aucune mesure pour les secourir. 6 000 Français supplémentaires périssent sous le feu et les charges de cavalerie. Le désastre de Fère-Champenoise est la pire défaite de l'armée française pendant la campagne de France et figure parmi les plus importantes défaites des guerres napoléoniennes. On l'a vu, Marmont n'a pas été informé de la situation par Napoléon et il s'est précipité, tête baissée, dans une véritable souricière. Mais il n'a pris aucune mesure pour s'éclairer et, une fois le danger découvert, il n'a pas pris les décisions adéquates pour échapper au combat. Toutefois, Marmont a tout de même réussi par son sang-froid à sauver le gros de ses troupes.

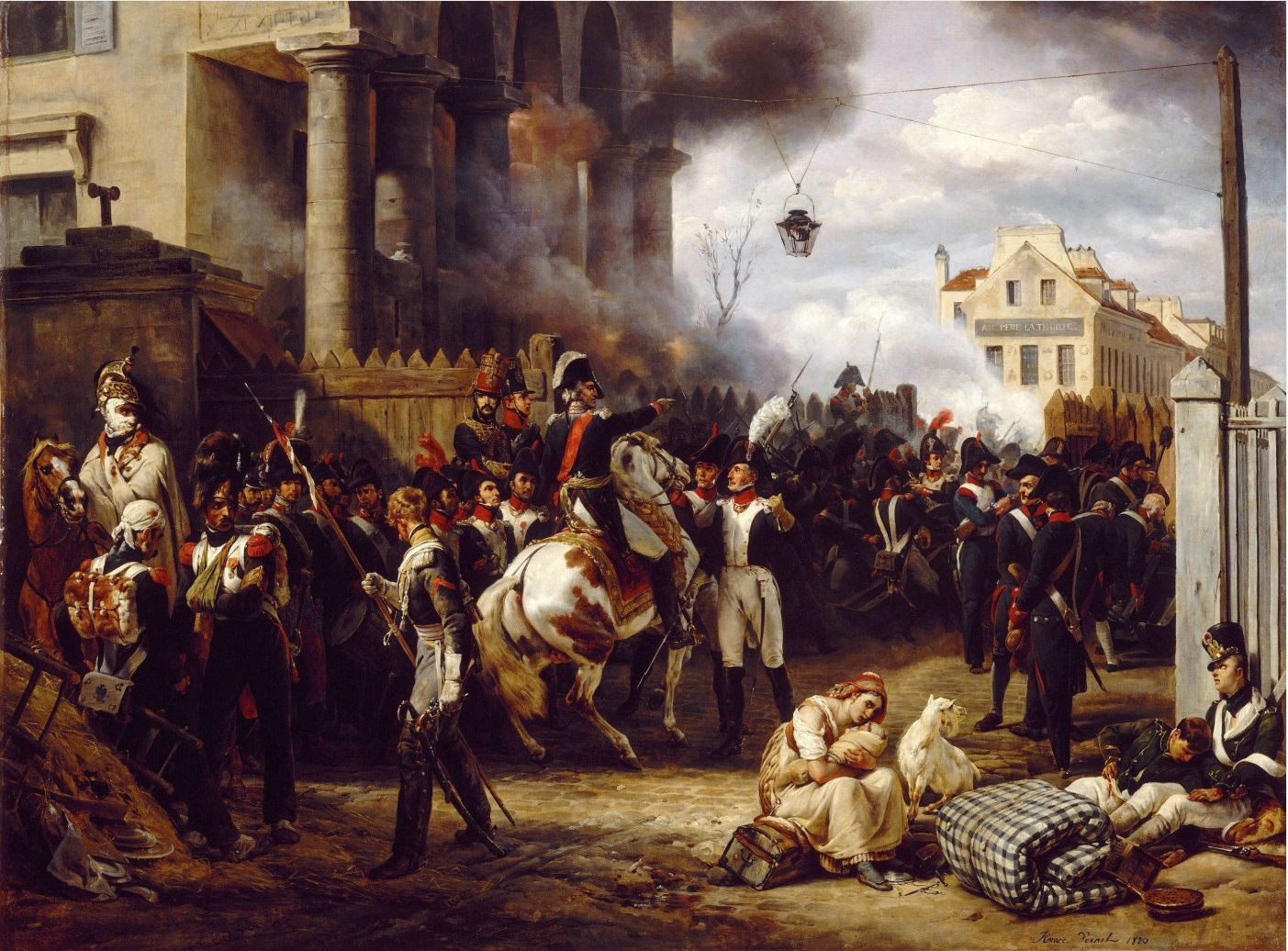
La Barrière de Clichy. Défense de Paris, le 30 mars 1814 d'Horace Vernet, épisode de la bataille de Paris.

La défaite de Fère-Champenoise vient accélérer la retraite de l'armée française et la marche en avant des coalisés sur Paris. Désorganisé et à la suite du combat de la Ferté-Gaucher le 27 mars, Marmont ne peut se replier sur Meaux où il aurait pu défendre le passage de la Marne mais sur Provins, au sud-est de Paris. Par une série de marches forcées, en partie de nuit, Marmont et Mortier parviennent in extremis à rejoindre Paris dans l'après-midi du 29 mars, juste à temps pour participer à la bataille de Paris le 30 mars 1814. Face à 130 000 coalisés, les Français ne sont guère plus de 33 000. Le commandement est assuré par Joseph Bonaparte, lieutenant général de l'Empire. Marmont, avec un peu moins de 15 000 hommes, est placé au centre droit du dispositif français et reçoit le gros du choc ennemi. Pendant de longues heures, il va lutter à un contre trois. Vers onze heures, il reçoit l'autorisation du roi Joseph d'entrer en pourparlers avec l'ennemi dès qu'il estimera la défaite inévitable. Dans la foulée, Joseph Bonaparte quitte Paris, faisant de Marmont le commandant en chef. Marmont décide de poursuivre le combat et il est personnellement obligé de se battre au corps à corps en fin de matinée pour se dégager. Plus tard dans l'après-midi, il prend la tête d'une colonne française et charge l'infanterie ennemie. Son cheval est tué sous lui et lui-même a son uniforme criblé de balles. Malgré son héroïsme et celui des troupes françaises, les troupes coalisées s'avancent jusque sous les murs de Paris et vers 17-18 heures, Marmont demande et obtient un armistice pour évacuer la capitale. La bataille de Paris a coûté 6 000 hommes aux forces françaises et environ 18 000 aux troupes coalisées. C'est une des plus importantes batailles de la campagne de France, celle qui aura le plus grand impact sur l'avenir politique de la France.

### La défection de Marmont (avril 1814)
Au soir de la bataille, vers 18 h, Marmont et Mortier signent ensemble avec les représentants alliés un armistice pour une durée de 4 heures, le temps pour l'armée française d'évacuer la capitale. Mortier et son corps d'armée sont envoyés directement sur Villejuif au sud de Paris. Marmont et son corps d'armée doivent évacuer la capitale en dernier et les troupes de Marmont prennent position sur les Champs-Élysées. Profitant d'un moment de calme, Marmont rentre chez lui dans son hôtel particulier, rue de Paradis Poissonnière. Cela fait plus d'un an que Marmont n'est pas rentré chez lui. À son hôtel, un grand nombre de ses amis sont réunis et Marmont découvre avec stupéfaction que tous lui font part de leur souhait de renverser l'Empire et de restaurer les Bourbon. Marmont laisse dire mais refuse de quitter l'Empereur. Talleyrand se rend également chez lui et, sans trop se compromettre, cherche à faire basculer Marmont du côté des Bourbon. Si la majorité des responsables civils parisiens sont en faveur d'un retour des Bourbon, il leur manque des appuis militaires et ils pensent pouvoir convertir Marmont à leur cause. Mais Marmont refuse. Enfin une délégation de la municipalité parisienne se présente également pour lui demander de signer une capitulation officielle au nom de la ville de Paris. Car si l'armistice signé par Marmont et Mortier règle le sort de l'armée française, elle laisse le champ libre aux armées coalisées de traiter la ville de Paris comme bon leur semble. À l'époque, il n'est pas rare de voir une armée victorieuse livrer les villes au pillage à moins qu'une convention de capitulation n'ait été signée au préalable. Marmont, comme militaire, n'a pas la légitimité politique de signer une telle capitulation. Mais comme tous les représentants du pouvoir impérial (la régente Marie-Louise, le roi Joseph, le gouvernement, le gouverneur de Paris) ont quitté la capitale, il ne reste personne pour signer la capitulation. Marmont finit par se laisser convaincre et, tard le soir, il entre à nouveau en négociation avec les coalisés. À deux heures du matin, la capitulation est signée par Marmont.

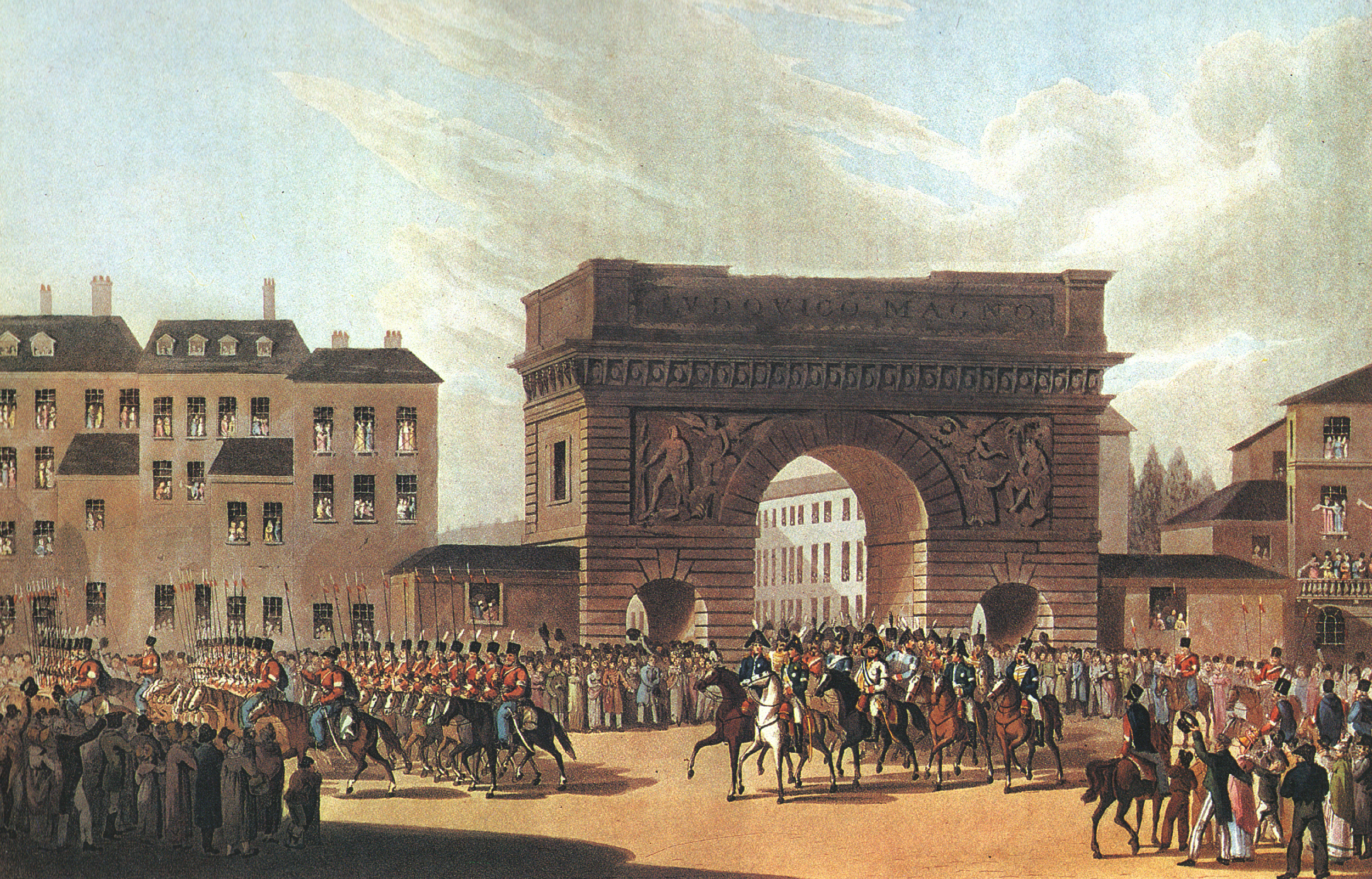
L'entrée des troupes coalisées à Paris le 31 mars 1814

Le 31 mars, Marmont et son corps d'armée viennent prendre position à Essonnes, au sud de Paris. Pendant ce temps les coalisés entrent dans Paris. Une partie de la population parisienne exprime alors le souhait de renverser Napoléon et de rétablir les Bourbon. Le tsar de Russie Alexandre et le roi de Prusse Frédéric-Guillaume viennent s'entretenir avec Talleyrand sur la façon de renverser Napoléon. Si les deux souverains souhaitent le retour des Bourbon, ils veulent néanmoins laisser la France se prononcer seule sur le choix de son gouvernement, pourvu qu'elle chasse Napoléon. Talleyrand prend clairement le parti d'une restauration des Bourbon. Dans la nuit du 31 mars au 1er avril, Marmont va à Fontainebleau où il rencontre l'Empereur Napoléon. Ils ont un bref échange : Napoléon le félicite pour la brillante bataille de Paris et lui fait part de son souhait de signer la paix avec les alliés.
Le 1er avril, Napoléon vient à Essonnes et passe en revue le corps d'armée de Marmont. Il réitère ses félicitations à Marmont et à son 6e corps pour leur conduite pendant la bataille de Paris. Dans l'après-midi, les deux aides de camp que Marmont avait laissés dans Paris pour s'assurer du respect de la capitulation sont de retour au quartier général de Marmont où se trouve encore Napoléon. Ils font alors le récit de l'entrée de l'armée coalisée dans Paris, de l'accueil bienveillant des Parisiens, des partisans des Bourbon. Mais ce qui marque le plus Napoléon, c'est d'apprendre que, le 31 mars, Alexandre a publié dans Paris une déclaration selon laquelle il s'engageait à ne plus traiter avec Napoléon, ni aucun membre de sa famille. C'était donc pousser les Français à changer de gouvernement et renverser l'Empire pour pouvoir signer la paix. Napoléon, qui a fait le 31 mars des propositions de paix sans conditions via Caulaincourt, est surpris de voir son offre rejetée et son trône menacé. Il déclare à Marmont qu'il souhaite donc poursuivre la guerre et chasser les coalisés de Paris. Napoléon dispose de 40 000 hommes et peut en réunir 20 000 supplémentaires en quelques jours. Avec ces 60 000 hommes, Napoléon veut attaquer les 130 000 alliés retranchés dans Paris pour le 5 ou le 6 avril. Marmont ne croit pas au succès de cette attaque.
Le 2 avril, Marmont, toujours cantonné à Essonnes à l'avant-garde de l'armée française, et alors que Napoléon est retourné à Fontainebleau, reçoit plusieurs courriers de Paris. Il apprend que, dans la matinée, le Sénat a proclamé la déchéance de Napoléon et a nommé un nouveau gouvernement provisoire, dirigé par Talleyrand. Ce dernier, qui cherche le soutien de l'armée, envoie plusieurs courriers à Marmont (et au maréchal Macdonald) qu'il pense pouvoir détacher de Napoléon.
Le 3 avril, alors que les opérations militaires restent figées, Marmont entre clandestinement en contact avec des représentants du gouvernement provisoire. Dans la journée, son parti est pris : il veut quitter Napoléon et rejoindre le gouvernement provisoire. Le soir, il fait venir un à un tous les généraux sous ses ordres et leur présente son projet de déplacer son corps d'armée en Normandie pour le mettre à la disposition du gouvernement provisoire et le détacher du commandement de Napoléon. La majorité de ses généraux le soutiennent. Ceux qui restent fidèles à l'Empereur ne dénoncent pas pour autant le complot de Marmont.
Le 4 avril, Marmont entre en contact avec le général autrichien Schwarzenberg, qui lui a écrit la veille. Il prépare un traité secret selon lequel l'armée coalisée laisserait passer le corps d'armée de Marmont à travers ses lignes pour lui permettre de rejoindre la Normandie dès le lendemain 5 avril au matin. En échange, Marmont demande que la vie de Napoléon soit épargnée et qu'on lui réserve une souveraineté dans un espace limité. Alors qu'un accord verbal est trouvé, en fin de journée Marmont a la surprise de voir arriver à son quartier général les maréchaux Ney et Macdonald ainsi que le ministre des Affaires étrangères Caulaincourt. Tous trois lui apprennent que, sous la pression de Ney et Macdonald, Napoléon a décidé d'abdiquer en faveur de son fils et de nommer l'Impératrice Marie-Louise régente. Napoléon les a désignés pour négocier avec le Tsar l'acceptation de cette abdication conditionnelle. Marmont est atterré. Son projet de sédition n'a plus lieu d'être. Il informe aussitôt Ney et Macdonald de ses négociations secrètes avec Schwarzenberg. La révélation de ce complot place les négociateurs dans une position difficile car leur seul atout face au Tsar est l'unité de l'armée française. Toutefois, ils se rendent tous les quatre à Paris après que Marmont a remis provisoirement le commandement du 6e corps au général Souham et donné l'ordre à son corps d'armée de rester à Essonnes et de ne pas exécuter le projet de marche sur la Normandie prévu initialement pour le 5 avril. Sur leur route pour Paris, les quatre négociateurs passent par le quartier général de Schwarzenberg, passage obligé pour obtenir les laissez-passer pour aller voir le Tsar à Paris. Lors d'une brève rencontre, Marmont informe Schwarzenberg qu'il ne réalisera pas l'accord puisque les choses ont changé depuis l'abdication conditionnelle de Napoléon. Dans la soirée du 4 avril, les quatre plénipotentiaires français arrivent chez le Tsar (qui loge dans l'hôtel particulier de Talleyrand, chef du gouvernement provisoire). À la fin de la négociation, le Tsar laisse entendre qu'il est prêt à accepter l'abdication conditionnelle de Napoléon en faveur de son fils mais qu'il doit auparavant s'entretenir avec le roi de Prusse et les représentants de l'empereur d'Autriche avant de prendre une telle décision. La réunion est ajournée au lendemain matin.
Le soir, la tension est à son comble dans Paris. Le gouvernement provisoire de Talleyrand, si la régence était prononcée, risque la cour martiale. Marmont lui-même risque gros si Napoléon apprend ses négociations secrètes avec les Autrichiens avant même qu'il ait abdiqué. Talleyrand passe une bonne partie de la nuit à essayer de convaincre le Tsar de respecter son engagement de ne plus traiter avec Napoléon, ni aucun membre de sa famille. Talleyrand essaye aussi de rallier les maréchaux à sa cause mais ceux-ci refusent net et vont loger chez Marmont, en attendant la réponse du Tsar.
Le 5 avril au matin, les négociateurs français se présentent chez le Tsar. Ce dernier refuse de prendre une décision définitive. Et vers dix heures, en pleine négociation, le Tsar reçoit un courrier lui annonçant que le 6e corps de Marmont a quitté sa position à Essonnes et a rejoint les forces alliées. Alors que le principal atout des négociateurs français était de présenter l'armée française comme unie derrière la volonté de maintenir l'Empire en la personne de Napoléon II, le Tsar réplique fièrement au nez des maréchaux qui n'en croient pas un mot que l'armée française n'est pas unie et souhaite le retour des Bourbon, comme le prouve le mouvement du 6e corps. L'abdication conditionnelle de Napoléon est rejetée dans la foulée et les négociateurs français sont renvoyés à Fontainebleau, sauf Marmont qui va rejoindre son corps à Versailles.

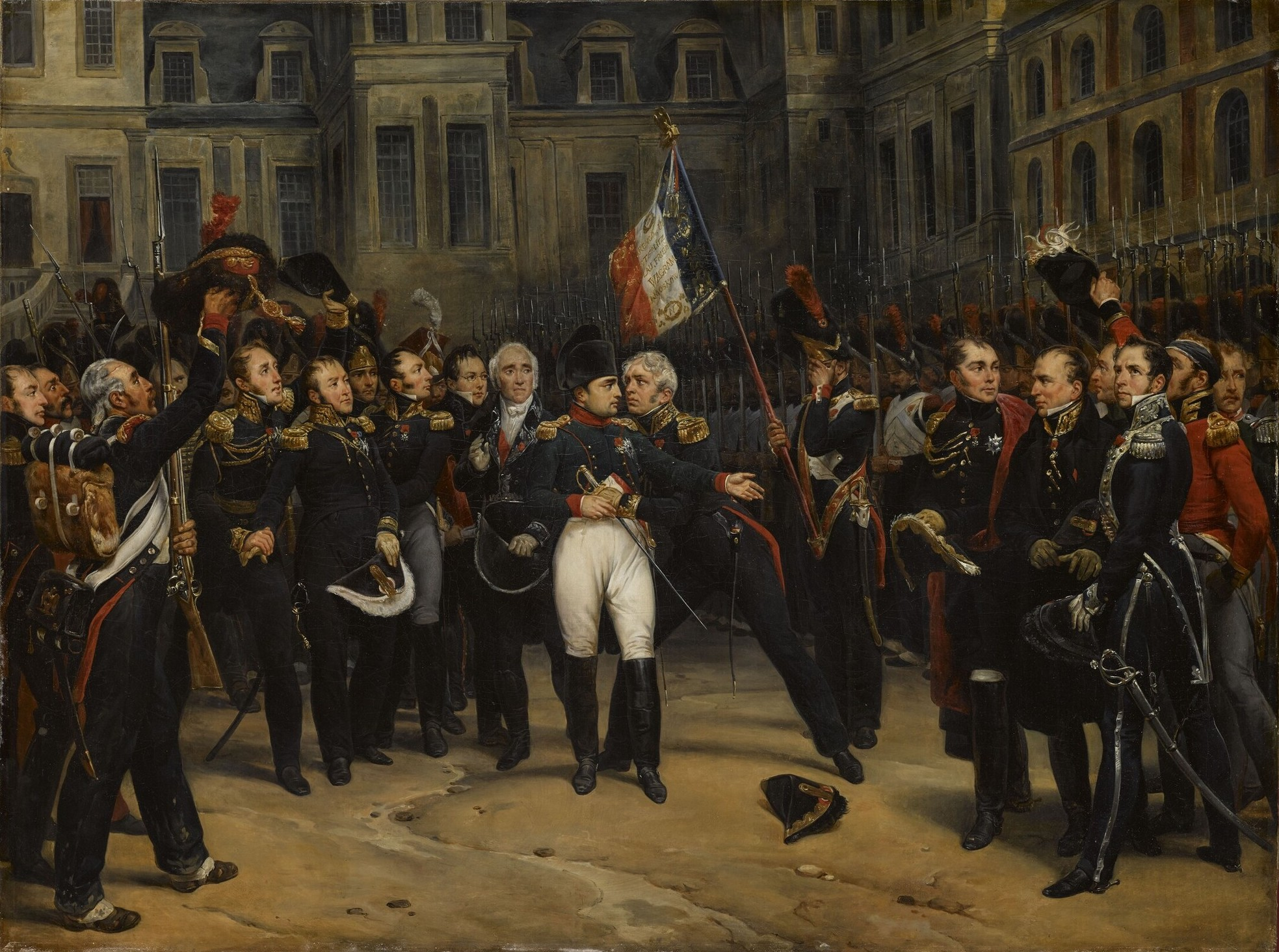
Adieux de Napoléon à la Garde impériale à Fontainebleau, par Montfort, le 20 avril 1814.

Car la veille au soir, alors que Marmont était à Paris, du côté de son corps d'armée à Essonnes, un aide de camp de Napoléon s'est présenté au quartier général du général Souham et l'a informé que l'Empereur réclamait d'urgence sa présence à Fontainebleau. Paniqué, Souham croit que Napoléon a découvert le complot auquel il a participé. En urgence, Souham réunit en conseil extraordinaire tous les généraux du 6e corps. Tous sont de son avis et pensent que Napoléon va les faire fusiller pour trahison. En fait, Napoléon ignore tout et veut juste savoir si Souham est prêt à marcher sur Paris au cas où l'abdication conditionnelle serait refusée. Mais pour les généraux paniqués du 6e corps, il ne reste plus de choix : ensemble, ils décident de réaliser quand même la marche sur la Normandie à travers l'armée ennemie. Ils ignorent que Marmont a rencontré Schwarzenberg et a dénoncé l'accord secret. Le 5 avril vers quatre heures du matin les généraux se sont donc mis en route avec leurs troupes et se sont avancés dans la nuit au milieu de l'armée ennemie. Si la plupart des officiers sont informés du vrai but de la marche, les soldats, eux, sont persuadés de manœuvrer pour combattre l'ennemi. Lorsque le jour se lève et qu'ils se découvrent encerclés par l'armée ennemie, les soldats français du 6e corps crient à la trahison. Les officiers français sont obligés de se réfugier derrière l'armée ennemie pour échapper à la colère de leurs propres troupes. Encerclés, les soldats français sont conduits à Versailles où ils arrivent dans l'après-midi. N'étant pas pour autant prisonniers puisque l'accord prévoyait ce mouvement, les Français se retrouvent libres dans Versailles et aussitôt une émeute éclate. Les soldats veulent se battre et rejoindre l'armée de Napoléon. Marmont, qui se trouve toujours à Paris lorsqu'il apprend la révolte de son corps d'armée, décide de se rendre lui-même à Versailles et de faire face à ses troupes insurgées. Après quelques heures de négociation, Marmont parvient à ramener le calme et à faire rentrer les soldats dans leur caserne de Versailles. 
Le soir, Marmont est de retour à Paris. Il se rend directement chez Talleyrand et vient rendre compte de sa conduite au chef du gouvernement provisoire. Talleyrand le félicite d'avoir ramené le calme dans son corps d'armée. Car la grande crainte des royalistes est de voir l'armée française se révolter et soutenir Napoléon jusqu'au bout. Le fait que Marmont ait pu ramener le calme et, in fine, faire accepter à ses troupes le ralliement au gouvernement provisoire est un grand pas vers la Restauration des Bourbon.
Le 6 avril, Marmont signe avec le général Schwarzenberg une convention antidatée au 4 avril. Il s'agit de la convention que Marmont aurait dû signer le 4 avril sans l'abdication surprise de Napoléon. Marmont a signé cette convention car c'était le seul moyen de légitimer son action et celle de ses généraux et ainsi de leur éviter la cour martiale. Car même en se plaçant du point de vue du gouvernement provisoire, les événements du 5 avril ne sont rien de moins qu'une trahison puisqu'ils ont livré l'armée française à l'ennemi, l'abdication de Napoléon ne mettant pas fin à la guerre. La signature de la convention, antidatée au 4 avril, soit la veille de l'événement, lui confère un caractère un peu plus régulier. Le même jour, Napoléon signe son abdication inconditionnelle, qui marque la fin de l'Empire. Par le traité de Fontainebleau du 11 avril, Napoléon s'exile à l'île d'Elbe où il conserve le titre d'Empereur.
Cet épisode du 5 avril, appelé trahison de l'Essonne par les bonapartistes, marque un tournant dans l'histoire de l'Empire et dans la vie personnelle de Marmont. Toute sa vie, on lui reprochera cet événement et pendant près d'un siècle le mot « raguser », formé à partir du titre de Marmont de duc de Raguse, signifiera trahir, en référence directe à la défection de l'Essonne. Les conditions du ralliement de Marmont à la monarchie vont peser sur la nature même de la Première Restauration et, en participant au rejet populaire des Bourbon, vont contribuer indirectement au retour de Napoléon lors des Cent-Jours.

### La Restauration (1814-1830)
Dès le 7 avril, Marmont fait partie des maréchaux consultés par le gouvernement provisoire (le général Dupont en est le ministre de la Guerre) sur les affaires militaires. Marmont, avec les autres maréchaux, tente de convaincre le gouvernement de renforcer l'armée afin d'avoir plus de poids lors des négociations de paix qui s'annoncent. Mais le gouvernement, au contraire, veut jouer la carte de la confiance avec les Alliés et refuse d'entrer dans un rapport de force. Marmont fait aussi partie des généraux qui s'opposent sans succès à la décision du gouvernement provisoire de faire adopter la cocarde blanche à l'armée, en remplacement du drapeau tricolore.
Le 12 avril, Marmont fait partie de la délégation de maréchaux et généraux français qui accueillent Monsieur, comte d'Artois et frère du roi Louis XVIII, le second dans l'ordre des prétendants au trône de France. Le frère du Roi est son lieutenant-général et, à ce titre, chargé du gouvernement de la France en l'absence du Roi, toujours à Londres. L'entrée de Monsieur dans Paris, toujours occupé par l'armée alliée et le Tsar de Russie, se fait sous les acclamations vives des Parisiens. Cette fois le mouvement de soutien des Bourbon est général. Les Bourbon incarnent le désir de paix des Français.
Le 13, Marmont abandonne la cocarde tricolore et prend la cocarde blanche. Le voilà désormais royaliste. Et c'est avec amertume que Marmont voit le nouveau gouvernement signer le 24 avril un traité avec les alliés leur remettant les 54 places fortes d'Italie, d'Espagne, d'Allemagne et même de « nouvelle France » (les territoires acquis par la Révolution entre 1792 et 1799) encore aux mains de l'armée française. Cette remise de places se fait sans aucune contrepartie, alors même que la paix n'est toujours pas signée. Le même jour, 24 avril, le Roi débarque à Calais. Tous les maréchaux se rendent à Compiègne pour y recevoir le Roi (le maréchal Moncey a été envoyé à Calais accueillir le Roi). Marmont et Ney sont envoyés à la rencontre du Roi, au nord de Compiègne. La rencontre a lieu sur la route le 29 avril. C'est la première rencontre entre Marmont et Louis XVIII. Marmont prête allégeance au Roi. Le 2 mai Louis XVIII se proclame « Louis, par la grâce de Dieu, Roi de France et de Navarre » et rejette la constitution votée par le Sénat. À la place de la Constitution, il octroie une Charte, dite de Saint-Ouen, qui fixe les grand principes de gouvernement.
Le 3 mai, Louis XVIII fait son entrée à Paris, sous les acclamations des Parisiens. Dans les jours qui suivent, Marmont est chargé du commandement d'une compagnie de la Maison militaire du Roi (la garde personnelle du Roi formée de six compagnies dont celle de Marmont et celle du maréchal Berthier). Très vite la compagnie de Marmont est surnommée dans l'armée française « la compagnie Judas ». Les événements de l'Essonne du 5 avril sont rapidement connus et condamnés par l'opinion publique, y compris par une partie des royalistes. Faisant partie de la Maison militaire du Roi, Marmont est alors au premier rang de la cour royale et côtoie tous les courtisans et ministres du Roi. Il est plusieurs fois invité à partager la table royale. Le 1er juin, Marmont est fait chevalier. Le 4 juin, alors que la Charte est proclamée officiellement, Marmont est fait pair de France. À ce titre, il siège à la Chambre des pairs, la deuxième chambre du Parlement qui remplace le Sénat Impérial (la première chambre est la Chambre des députés qui remplace l'ancien Corps législatif). Mais ces différentes promotions sociales ne compensent pas la réduction drastique de son traitement de maréchal. Comme tous les militaires, Marmont voit son salaire fortement réduit et est contraint de réduire son train de vie alors que les travaux qu'il a entrepris dans son château familial de Châtillon depuis 1813 lui coûtent une fortune. À cela vont s'ajouter des déboires conjugaux avec sa femme. Entre 1805 et 1814, Marmont n'a passé que six semaines à Paris aux côtés de sa femme. Et chaque retour n'a fait que séparer un peu plus les deux époux (Marmont soupçonne des infidélités de sa femme). À la Restauration, Marmont décide de se séparer de sa femme à l'amiable, c'est-à-dire sans prononcer de divorce. Mais à cette situation conjugale difficile vont s'ajouter les problèmes d'argent entre les deux époux, Madame étant devenue par héritage de son père plus riche que Marmont. Devenu la risée du tout-Paris en raison de ses déboires conjugaux et méprisé par l'opinion en raison de sa défection de l'Essonne, Marmont souffre en silence.
Marmont assiste impuissant à la montée du sentiment anti-Bourbon. De tous côtés, des intrigues tantôt en faveur du duc d'Orléans, tantôt en faveur de Napoléon se font jour. Marmont, chargé d'assurer la sécurité du Roi, va même déjouer dans Paris un projet d'assassinat du Roi. Fin février 1815, Marmont se rend à Châtillon auprès de sa mère mourante. Le 7 mars, il est rappelé d'urgence à Paris : Napoléon vient de débarquer le 1er mars à Golfe-Juan. Arrivé le soir du 7 mars à Paris, Marmont est aussitôt nommé Commandant général de la maison militaire du Roi (qui a été portée entretemps à douze compagnies). Dès lors, il assiste journellement aux côtés du Roi à toutes les mesures prises pour repousser la marche de Napoléon sur Paris. Mais toutes les tentatives sont vaines, toutes les troupes envoyées contre Napoléon se rallient à lui. Le maréchal Ney lui-même, bien qu'ayant promis au Roi après lui avoir baisé la main de « ramener l'ogre dans une cage de fer », finit par rallier l'Empereur. Le 10 mars, Napoléon arrivé à Lyon proclame le rétablissement de l'Empire. Le même jour il publie une amnistie générale pour toutes les personnes qui ont quitté l'Empire et servi les Bourbon. Le maréchal Augereau et Marmont en sont exclus et sont de plus rayés de la liste des maréchaux. Napoléon n'a pas pardonné ce qu'il appelle la trahison de l'Essonne. Le 19 mars, Marmont apprend que Napoléon est entré le 17 à Auxerre. Il n'y a désormais plus de doute qu'il sera le 20 mars à Paris. À minuit, dans la nuit du 19 au 20 mars, Marmont fait partie du cortège qui accompagne le roi Louis XVIII dans sa fuite en direction de Lille. Dans la soirée du 20 mars, Napoléon fait son entrée à Paris et vient comme Empereur coucher aux Tuileries. Le 20 mars au soir, Marmont et sa petite troupe de fidèles au Roi sont à Noailles, le 21 à Poix et le 23 à Saint-Pol. Le 24 alors qu'il devait continuer sa marche sur Lille, Marmont apprend que le Roi en a été chassé la veille par les troupes françaises qui y étaient en garnison, il se dirige alors vers Béthune pour rejoindre le Roi en Belgique (la Belgique fait alors partie du royaume des Pays-Bas). Le 26 mars, la Maison militaire du Roi est dissoute par le Roi. Il était en effet fort probable que les militaires qui la composaient auraient refusé de se rendre à l'étranger. Marmont, suivi par environ 300 fidèles au Roi, se rend à Gand où il rejoint Louis XVIII le 29 mars.
C'est à Gand que Marmont fait publier le 1er avril une réponse à la proclamation de Napoléon datée du 1er mars à Golfe-Juan. Cette proclamation, écrite en réalité depuis l'île d'Elbe, est le manifeste qui permet à Napoléon d'expliquer les raisons de son retour en France malgré son abdication. Si cette proclamation a été diffusée dans le midi de la France dès le débarquement, c'est le 21 mars avec l'arrivée de Napoléon à Paris qu'elle est publiée dans Le Moniteur (journal officiel) et répandue dans toute la France. Dans cette proclamation, Napoléon réécrit l'histoire de sa première abdication. Il présente la campagne de France comme une série de victoires françaises qui auraient été anéanties par la trahison d'Augereau qui aurait livré Lyon et celle de Marmont qui aurait livré Paris. Ces deux trahisons auraient à elles seules conduit Napoléon à abdiquer. Car pour Napoléon, la victoire est la principale source de sa légitimité. Reconnaître sa défaite militaire serait, selon lui, abaisser son prestige et donc diminuer ses chances de reprendre le pouvoir. Concernant Marmont, Napoléon mélange volontairement deux époques distinctes : il se sert de la défection de l'Essonne du 5 avril 1814 (commencée le 3 ou 4 avril) pour justifier la défaite de la bataille de Paris du 30 mars 1814. Et dans sa réponse du 1er avril 1815, Marmont va lui aussi mélanger les deux épisodes mais en sa faveur : il présente sa défense héroïque de Paris comme justification des événements du 5 avril dont il minimise la portée. Mais la réponse de Marmont n'est publiée qu'à Gand et n'est que très peu diffusée en France. Et quoi qu'il en soit, avant même la proclamation de Golfe-Juan, l'opinion publique française avait déjà pris parti contre Marmont, y compris au sein des royalistes, reconnaissant que son traité avec Schwarzenberg n'était rien d'autre qu'une trahison vis-à-vis de Napoléon, mais aussi envers l'armée française puisqu'il s'agissait de la diviser et d'en livrer une partie aux forces ennemies. Une fois sa réponse publiée, Marmont va, à la mi-avril, prudemment s'éloigner de Gand en prétextant la nécessité de soigner les blessures de son bras droit (qu'il porte toujours en écharpe depuis la bataille de Salamanque) et s'installer dans la station thermale d'Aix-la-Chapelle.
Le 20 juin, deux jours après Waterloo, son bras en partie guéri (Marmont aura du mal à bouger son bras droit pour le restant de ses jours), Marmont se met en marche pour Cambrai où se trouve Louis XVIII. Marmont n'arrive à rejoindre le Roi qu'à Roye puis ils se rendent ensemble à Saint-Denis, à quelques kilomètres de Paris. Mais malgré l'abdication de Napoléon, il va falloir plusieurs semaines à Louis XVIII avant d'être reconnu comme roi de France et de pouvoir entrer dans Paris le 8 juillet 1815. De retour à Paris, sa compagnie de gardes du corps royaux étant dissoute, Marmont est nommé le 6 septembre major-général de la Garde royale. Il s'éloigne alors un peu du pouvoir et profite du prétexte des élections qui s'annoncent pour rejoindre, au titre de président du collège électoral de Côte-d'Or qu'il occupe depuis 1801, son château de Châtillon-sur-Seine. Au passage, lors d'une entrevue avec l'Empereur d'Autriche, il obtient la promesse de la restitution des dotations financières qu'il avait reçues sous l'Empire au titre de gouverneur des Provinces illyriennes (ces provinces étant restituées à l'Autriche en mai 1814, Marmont n'avait pu conserver ses dotations malgré le traité de Fontainebleau signé par Napoléon le 11 avril 1814). À 41 ans, séparé de sa femme et sans enfant, Marmont commence une nouvelle vie paisible de retraité militaire, siégeant toutefois à la Chambre des pairs. C'est à ce titre qu'il vote pour la condamnation à mort du maréchal Ney. Marmont n'hésite pas à voter la mort de celui qui a trahi le Roi pour rejoindre Napoléon en 1815, lui-même ayant trahi Napoléon pour rejoindre Louis XVIII. Marmont prend également le commandement tournant (un trimestre par an) de la Garde royale, en tant que major-général.
Le 20 août 1817, Marmont est rappelé de sa courte retraite par le Roi. Des troubles viennent d'éclater à Lyon. Un capitaine en demi-solde, M. Oudin, a proclamé le 10 juin Napoléon II empereur des Français depuis la mairie du petit village de Saint-Andeol. Le général Canuel, commandant général à Lyon et fidèle au Roi, s'est lancé alors dans une répression sanglante et disproportionnée, provoquant cette fois une réelle émeute de la population lyonnaise. Marmont est alors fait lieutenant du Roi et est envoyé avec les pleins pouvoirs civils et militaires à Lyon pour rétablir l'ordre. Il arrive à Lyon le 3 septembre. Après une rapide enquête, il destitue le général Canuel et fait renvoyer le préfet de Lyon Chabrol, les deux principaux responsables de la répression. Marmont est aussitôt accusé de laxisme et de trahison par les royalistes lyonnais. Cependant, le calme revient et Marmont est fait ministre d'État en raison de ses bons services mais, à son grand dam, le général Canuel sera acquitté lors de son procès. Les royalistes en profitent pour réitérer leurs critiques envers Marmont. En 1818, le colonel Fabvier, ancien aide de camp et plus proche ami de Marmont, décide de publier un manifeste pour défendre la conduite du maréchal Marmont. Dans ce manifeste, Fabvier réitère les accusations envers Canuel et Chabrol mais aussi toute une série de notables lyonnais. Aussitôt, un procès en diffamation est intenté contre Fabvier. Pour prendre la défense de son aide de camp, Marmont écrit une lettre à Armand-Emmanuel du Plessis de Richelieu, président du Conseil des ministres, dans laquelle il défend Fabvier et s'en prend violemment aux ultra-royalistes lyonnais et parisiens qu'il accuse de souffler sur les braises. Et Marmont commet l'erreur de faire publier cette lettre pour défendre publiquement son aide de camp. Aussitôt connue de lui, le Roi disgracie Marmont, lui retire provisoirement son titre de major-général de la Garde royale et le somme de ne plus paraître en sa présence.
Mais dès le mois d'octobre 1818, Marmont est rappelé pour assurer son service de major-général de la Garde royale. Il y rencontre Louis XVIII et ainsi se termine la courte disgrâce de Marmont. En août 1819, Marmont se rend en Autriche auprès de l'Empereur François Ier afin de lui rappeler sa promesse de lui restituer ses dotations des provinces Illyriennes. Car Marmont est au bord de la ruine. Le Roi a même dû lui octroyer un prêt exceptionnel de 200 000 francs. Lors de son séjour d'un mois à Vienne, Marmont rencontre longuement le prince Metternich, qu'il avait déjà connu du temps de l'Empire. Marmont rentre à Paris à la fin du mois de septembre avec ses dotations (de 50 000 francs par an) plus les 5 ans d'arriérés.
Le 19 août 1820, Marmont déjoue in extremis un complot de grande ampleur visant à renverser le Roi. Déjà le 13 février 1820, le duc de Berry, fils du comte d'Artois et 3e dans l'ordre de succession, avait été assassiné. Cette fois ce sont des généraux qui prévoient, à l'aide de la Garnison de Paris, de s'emparer des Tuileries et de toute la famille royale avant de faire proclamer Napoléon II. Marmont est informé quelques jours auparavant par deux sous-officiers qui ont servi sous ses ordres et qui, pris de remords, dénoncent le complot. À sa grande surprise, Marmont découvre que le colonel Fabvier, son ancien aide de camp, fait partie des meneurs. Dans la nuit du 18 au 19 août, Marmont, à la tête de la Garde royale, fait arrêter quelques meneurs et disperser la garnison qui devait se rebeller. Le complot échoue avant même d'avoir commencé. Le colonel Fabvier réussit à s'échapper. Aussitôt la Chambre des pairs, dont fait partie Marmont, est chargée de juger les comploteurs. Le marquis de Lafayette, soupçonné d'être l'âme politique du complot, Fabvier et Defrance les deux militaires chefs de la conspiration sont accusés. Mais la Chambre des pairs les disculpe, faute de preuves. Seuls quelques seconds couteaux sont condamnés à mort. Marmont est accusé d'avoir exagéré le complot par les bonapartistes, les républicains et même les orléanistes.
Le 29 septembre 1820, à l'occasion de la naissance du duc de Bordeaux, fils posthume du duc de Berry et donc héritier du trône de France, Marmont est fait chevalier de l'ordre du Saint-Esprit. À cette époque, Marmont se lance dans l'industrie et fait construire de nouvelles forges à Sainte-Colombe-sur-Seine, à proximité de son château de Châtillon (il a déjà hérité des forges de son père). Il assiste le 16 septembre 1824 à la mort de Louis XVIII puis au couronnement de Charles X le 29 mai 1825 en la cathédrale de Reims.
En février 1826, il est nommé ambassadeur extraordinaire de France auprès de Nicolas Ier, nouveau tsar de Russie après la mort de son frère Alexandre Ier le 25 décembre 1825. Marmont quitte Paris le 19 avril 1826, à la tête d'une délégation de 15 personnes. La délégation fait halte dans plusieurs royaumes, à Weimar et à Berlin, avant d'arriver à Saint-Pétersbourg le 13 mai. Il reste pendant cinq mois en Russie, le temps d'assister au sacre de Nicolas Ier, le 4 septembre à Moscou. À cette occasion, Marmont est décoré de l'ordre de Saint-André, la plus prestigieuse décoration russe. Sur le chemin du retour, Marmont visite les champs de bataille de la Moskowa et de la Bérézina avant de rejoindre Varsovie, Cracovie puis Vienne en Autriche où il retrouve brièvement Metternich et l'Empereur avant d'arriver auprès de Charles X le 2 novembre à Paris.
À son retour en 1826, Marmont découvre qu'il est ruiné. Les travaux de son château de Châtillon et surtout ses investissements hasardeux dans l'industrie l'ont complètement ruiné et fortement endetté. Il est obligé de vendre son château familial, de faire un emprunt extraordinaire de 500 000 francs auprès du Roi et de réduire drastiquement son train de vie, sans parvenir à rembourser toutes ses dettes. Le 27 avril 1827, Marmont est aux côtés du Roi lors de la revue de la garde nationale de Paris. À cette occasion, plusieurs cris hostiles au Roi sont lancés, par la foule et par certains membres de la garde nationale, donnant une nouvelle impulsion aux mouvements anti-Bourbon. Charles X rétablit la censure de la presse pour tenter d'étouffer la contestation. En novembre 1827, de nouvelles élections ont lieu et, malgré la défaite du gouvernement, Villèle, président du Conseil, reste néanmoins en poste mais finit par être contraint de démissionner le 5 janvier 1828. Un gouvernement un peu plus libéral est mis en place sous la direction de Martignac qui nomme Marmont, avec deux autres maréchaux, membre du Conseil supérieur de la guerre, présidé par le Dauphin et chargé de conseiller le Roi sur les affaires militaires. Marmont, artilleur de formation, est bizarrement chargé de la cavalerie. Mais ce poste ne demande que peu de travail à Marmont et comme il siège rarement à la Chambre des pairs, il passe huit mois en Normandie, chez des proches qui l'hébergent. Le 8 août 1829, Charles X renvoie subitement Martignac et le remplace par un ultra-royaliste, Polignac.
En janvier 1830, Marmont, revenu à Paris, essaye de se faire nommer à la tête de l'expédition d'Alger (la conquête de l'Algérie) qui s'annonce. Mais il est écarté (sous l'influence du Dauphin et de Chabrol, l'ancien préfet de Lyon démis de ses fonctions par Marmont en 1817 et qui est devenu entretemps un des principaux conseillers de Charles X) au profit de Bourmont (le général qui a rejoint l'armée anglaise deux jours avant Waterloo) qui lance l'expédition le 25 mai 1830. Lorsqu'il apprend la nomination de Bourmont à la fin du mois de mars, Marmont entre dans une colère noire et quitte Paris sur le champ pour se rendre en Normandie, furieux après le Dauphin qui lui avait fait la promesse de l'appuyer dans sa démarche. Bien décidé à ne plus exercer aucune fonction officielle, il est toutefois contraint de rentrer à Paris le 1er mai pour assurer son service de major-général de la Garde royale jusqu'au 1er septembre (Marmont, toujours endetté, ne peut se passer de ce salaire). À son retour à Paris, le gouvernement lui promet de le nommer gouverneur d'Alger dès que la conquête sera terminée, puis Marmont essaye de se faire nommer ambassadeur en Russie, sans succès.

### LesTrois Glorieuses(juillet-août 1830)

Eugène Delacroix, La Liberté guidant le peuple (28 juillet 1830), Paris, musée du Louvre.

Le 19 juillet, les résultats des élections législatives tombent : c'est une lourde défaite pour le parti royaliste. Le 20 juillet, comme l'y autorise la Charte, Charles X ajourne la session législative au 1er septembre 1830. Le dimanche 25 juillet, le roi Charles X signe les ordonnances de Saint-Cloud préparées par le gouvernement de Polignac et qui mettent fin à la liberté de la presse, dissolvent la Chambre, restreignent le cens électoral et fixent de nouvelles élections au 6 septembre. 
Aussitôt les ordonnances connues après leur publication dans Le Moniteur le lundi 26 juillet, les libéraux parisiens (beaucoup sont en vacances en province) s'agitent mais le peuple reste calme.
Le mardi 27 juillet, Marmont est nommé par le Roi Gouverneur général de Paris, c'est-à-dire chef de toutes les forces armées parisiennes. À ce moment-là, ces forces s'élèvent à 5 500 gardes royaux, fidèles au Roi, 4 000 hommes de l'armée de ligne peu sûrs, 750 cavaliers et douze pièces d'artillerie. Au même moment, quatre journaux sont publiés dans Paris, malgré l'interdiction. Le préfet de police de Paris envoie les gendarmes fermer les éditeurs par la force. Cette fois, les Parisiens se révoltent et jettent des pavés sur les gendarmes sur la place du Palais-Royal. Ceux-ci sont obligés de tirer sur la foule pour se dégager. À 17 heures, Marmont fait déployer l'armée, soit 7 régiments, sur les principaux boulevards parisiens, sur la partie extérieure de la ville. Marmont fait détruire deux barricades rue du Duc-de-Bordeaux et rue de l'Échelle mais elles sont reconstruites dès le départ des troupes. Lors du deuxième assaut pour détruire les nouvelles barricades, le peuple résiste et l'armée ouvre le feu. Quelques patrouilles sont également obligées de faire feu ici ou là. Vers 22 h 30, les rues se vident, c'est le retour au calme et les soldats peuvent rentrer dans leurs casernes. Quelques soldats du 5e régiment ont rejoint les émeutiers dans la journée. Le bilan de la journée fait état de 10 à 30 morts.

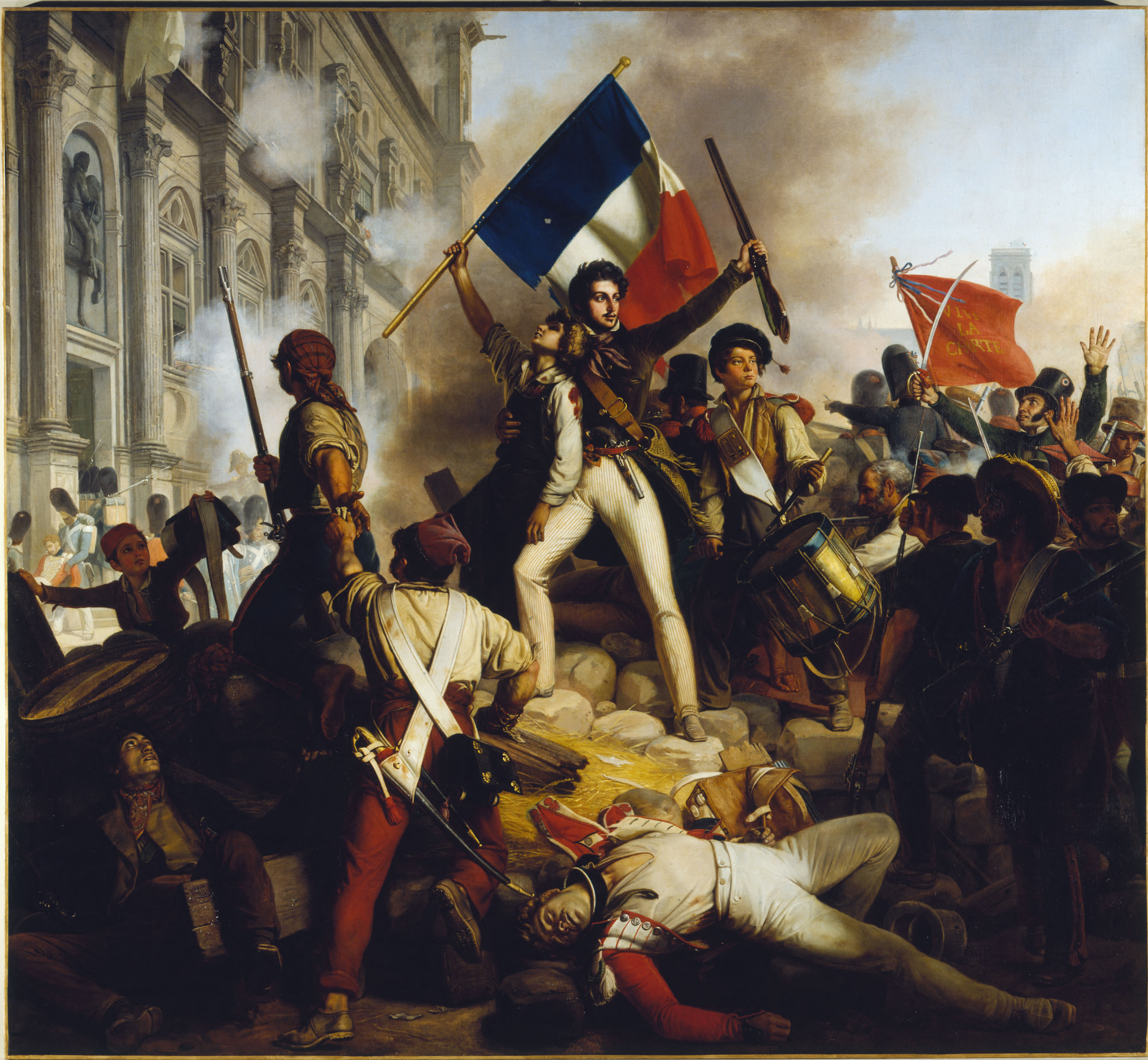
Jean-Victor Schnetz, Le Combat devant l’Hôtel de ville le 28 juillet 1830, Paris, musée du Petit Palais.

Le mercredi 28 juillet, vers 5 heures du matin, les groupes d'opposants se reforment. Marmont envoie aussitôt l'ordre à toutes les garnisons de la région parisienne d'envoyer des troupes en renfort. Mais c'est surtout de Normandie que doit arriver le gros des renforts, prévus pour le 3 août. Vers 7 heures, alors que les troupes sont toujours dans leurs casernes, l'agitation tourne à l'émeute : les drapeaux blancs sont brûlés ou jetés à la Seine, les symboles de la royauté sont mis à bas et des cris hostiles aux Bourbons se font entendre. À huit heures, Marmont fait aussitôt parvenir au roi Charles X, qui se trouve toujours à Saint-Cloud, le message suivant : « Ce n’est plus une émeute, c’est une révolution. Il est urgent que Votre Majesté décide des moyens de pacification. L’honneur de la couronne peut être encore sauvé. Demain peut-être il ne serait plus temps. » Au même moment il fait déployer ses troupes sur les boulevards. Dès le déploiement du 50e régiment, 60 militaires se rangent du côté des émeutiers. À 10 heures, alors que les émeutiers dressent de nombreuses barricades, Marmont est convoqué aux Tuileries chez le président du Conseil, Polignac. Il y reçoit l'ordonnance du Roi qui place la ville de Paris en état de siège : désormais, il est interdit d'entrer dans la capitale ou d'en sortir et les émeutiers sont passibles de la peine capitale. Un peu après midi, Marmont donne l'ordre à l'armée de charger les manifestants sur l'ensemble du front. Si, sur quelques points, les troupes avancent sans affrontement, la plupart sont prises sous le feu des émeutiers et doivent riposter. On dénombre des centaines de morts de part et d'autre. Plusieurs colonnes de l'armée sont contraintes de rebrousser chemin. Vers 15 heures, Marmont n'est pas parvenu à reprendre le contrôle de la capitale et désormais la quasi-totalité de la population parisienne est hostile aux troupes. De retour chez Polignac, il reçoit dans une pièce séparée une délégation de 5 députés libéraux qui lui demandent de faire cesser le feu. Marmont, après avoir assuré les députés de ses opinions politiques libérales, leur dit ne rien pouvoir faire tant que les émeutiers tirent sur ses troupes. Les délégués affirment ne pas pouvoir mettre fin à l'émeute si le Roi ne retire pas ses ordonnances. Il propose à Polignac, qui se trouve dans la pièce voisine, de recevoir la délégation mais ce dernier refuse. Il exige même l'arrestation de deux délégués qui font partie d'une liste de six personnes soupçonnées d'être les meneurs et à arrêter en priorité. Mais Marmont n'a pas connaissance de cette liste qui a été rédigée quelques minutes seulement avant qu'il ne reçoive la délégation. Malgré l'ordre de Polignac, Marmont laisse repartir les délégués, au principe que les ayant reçus, ils avaient donc une sorte d'immunité de parlementaires le temps de la négociation. Marmont envoie alors une lettre au Roi, lui demandant l'autorisation de se retirer du centre-ville, d'évacuer les édifices publics et d'attendre les renforts, et surtout de l'artillerie, pour reprendre la ville de force, et incitant le Roi à entrer en négociation politique avec les insurgés. Le Roi reçoit la lettre à Saint-Cloud vers 16 heures mais, pour toute réponse, il engage Marmont à tenir bon et à rassembler ses troupes dans les environs du Louvre. Alors que les combats se poursuivent en plein cœur de la ville, Marmont a du mal à communiquer avec son armée. Plusieurs colonnes sont coupées et les émeutiers se reforment derrière elles au fur et à mesure de leur lente progression. Enfin, à la tombée de la nuit, Marmont parvient à rassembler ses troupes, qui comptent moins de 8 000 hommes, aux alentours du palais du Louvre et des Tuileries. Cette fois, c'est l'armée qui est assiégée par les émeutiers.

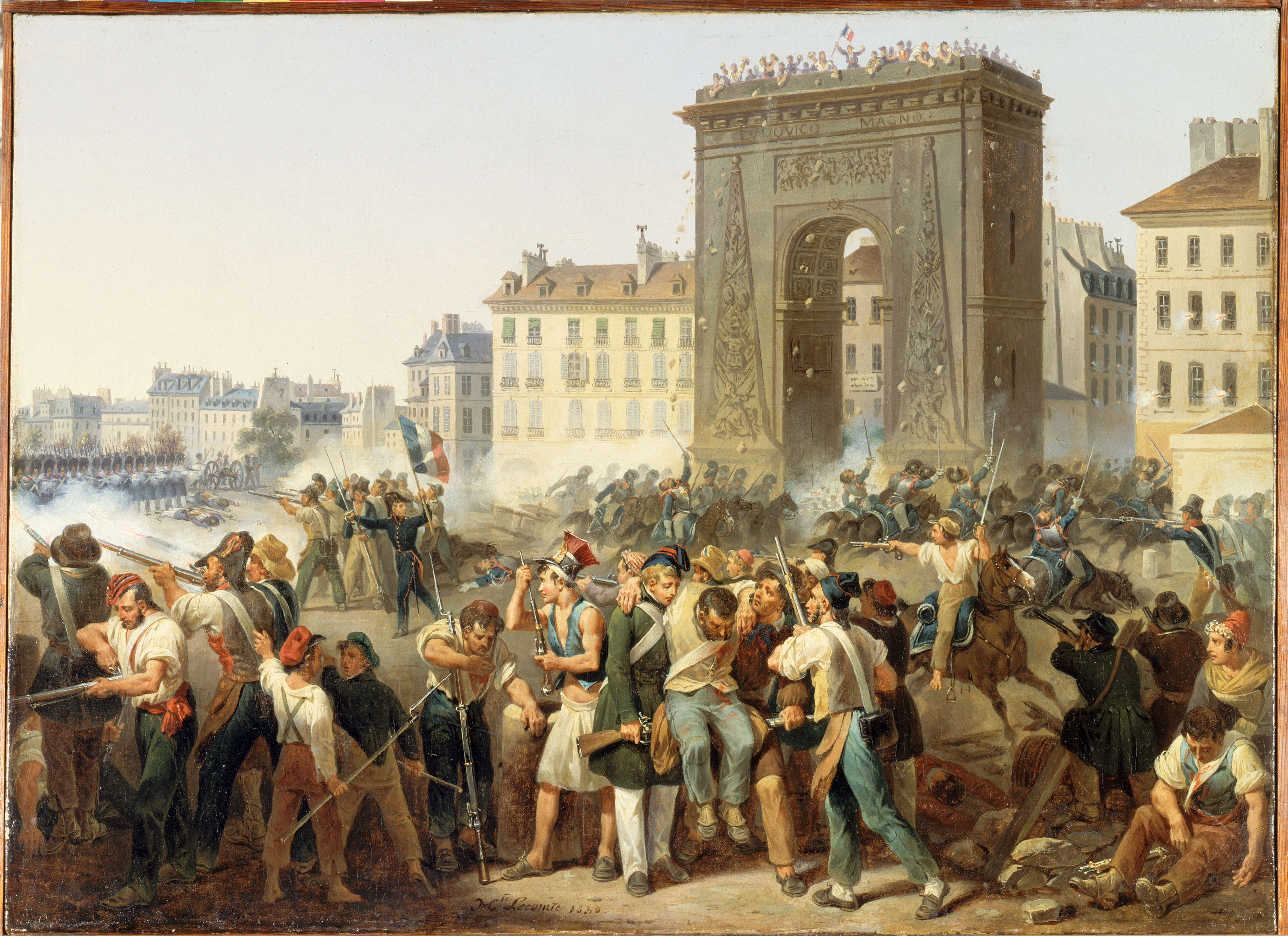
Hippolyte Lecomte, Le Combat de la porte Saint-Denis (1830), Paris, musée Carnavalet.

Le jeudi 29 juillet au matin, les munitions commencent à manquer. Marmont donne l'ordre à ses troupes de cesser le feu, à moins d'être attaquées. Il a fait partir dans la nuit une partie de sa cavalerie pour aller chercher de l'artillerie à Vincennes. Marmont enjoint au gouvernement de Polignac de traiter avec les émeutiers et de révoquer les ordonnances de Saint-Cloud. Un peu avant dix heures, Marmont fournit une puissante escorte au gouvernement pour lui permettre de rejoindre le roi à Saint-Cloud et de se frayer un passage à travers les émeutiers. À onze heures, les 5e et 53e régiments qui se trouvent du côté de la place Vendôme passent aux émeutiers, creusant un trou dans le dispositif de Marmont. Marmont en urgence est obligé de réorganiser ses forces et de dégarnir plusieurs points. Il doit même faire renvoyer les 15e et 56e régiments à Versailles, ceux-ci ayant manifesté l'intention de rejoindre les émeutiers. Il reste moins de 5 000 hommes à Marmont face à des dizaines de milliers d'insurgés (même si peu sont armés et s'ils sont sans artillerie). À ce moment, du côté de la rue de Richelieu, les émeutiers ouvrent le feu sur la troupe. Marmont, malgré les demandes répétées de la troupe, refuse de faire tirer au canon sur la foule. Il envoie un parlementaire et fait cesser le feu des insurgés. À 13 heures, les hostilités reprennent et le régiment suisse de la Garde royale se débande. Des insurgés, ayant réussi à s'introduire au milieu du dispositif de Marmont par un point qui n'était pas gardé à la suite de la réorganisation de 11 heures, ont attaqué les Suisses par l'arrière. Ces derniers ont cru être attaqués par un régiment français qui serait passé à l'ennemi. Quoi qu'il en soit, l'ensemble du dispositif de Marmont s'écroule et il est contraint de se replier entre les Tuileries et l'Arc de Triomphe. Dans la mêlée, les émeutiers tirent sur Marmont sans le toucher même si plusieurs aides de camp de Marmont sont touchés à ses côtés. Un émeutier parvient même à s'approcher à quelques pas de Marmont qui a tout juste le temps de l'abattre lui-même. Alors qu'il parvient à rallier ses troupes et à prendre une nouvelle formation, il reçoit vers 15 heures une ordonnance du Roi, nommant le Dauphin commandant en chef de l'armée et le sommant de se rendre à Saint-Cloud avec toute son armée, c'est-à-dire d'abandonner Paris aux émeutiers. En chemin pour Saint-Cloud, Marmont croise le Dauphin qui prend le commandement effectif de l'armée (Marmont reste chef de la Garde royale, principale force armée restant loyale au Roi). L'entretien entre les deux hommes est froid. Puis Marmont arrive vers 16 h 30 à Saint-Cloud et fait son rapport au Roi et à Polignac.
Le 30 juillet au matin, Marmont passe en revue la Garde royale. Une dizaine de ses effectifs se sont enfuis pendant la nuit et Marmont veut resserrer les rangs par son passage en revue. Pendant ce temps, le Roi a envoyé Mortemart auprès des insurgés pour leur faire part de la volonté du Roi de retirer ses ordonnances et de nommer un nouveau gouvernement. Lors d'un entretien avec Charles X, Marmont lui suggère de quitter Saint-Cloud, bien trop proche des émeutiers et trop peu défendu. Vers 18 heures, Marmont apprend que des troupes de ligne ont encore déserté. Il décide alors de faire un ordre du jour à la Garde royale qu'il commande, afin de prévenir la désertion. Dans cette proclamation, Marmont informe la troupe que les ordonnances vont être retirées et que Mortemart va être nommé chef du gouvernement. À 21 heures, Marmont reprend le commandement et rencontre le Roi pour prendre ses derniers ordres. Charles X lui signifie son mécontentement pour avoir « parlé politique aux troupes » et lui demande de prendre ses ordres auprès du Dauphin. Marmont se rend alors chez le Dauphin et une violente altercation éclate au sujet de l'ordre du jour : le Dauphin, ivre de rage, saisit Marmont à la gorge, lequel doit repousser le Dauphin pour se dégager. Le Dauphin exige alors que Marmont lui remette son épée. Marmont refuse et le Dauphin tente de la lui arracher de force, se blessant à la main avec la lame. Le Dauphin crie au traître et demande aux six gardes royaux de se saisir de Marmont, qu'ils mettent aux arrêts. Marmont est sur le champ conduit dans sa chambre où il est retenu prisonnier par les gardes. Il est libéré une heure plus tard par ordre du Roi Charles X qui le convoque chez lui. Le Roi exige que Marmont présente ses excuses au Dauphin pour avoir publié un ordre du jour sans l'autorisation du Dauphin qui était alors le supérieur militaire de Marmont. Marmont, réticent, finit par obéir. Le Dauphin reconnaît alors s'être emporté. La querelle en reste là mais la haine entre les deux hommes ne retombera jamais.
Dans la nuit, à la nouvelle de la marche des insurgés sur Saint-Cloud, Charles X se décide à partir pour Versailles. Marmont reprend la tête de la Garde royale et forme l'escorte. Le Dauphin reste avec quelques troupes à Saint-Cloud pour former l'arrière-garde. Les troupes restées avec lui se débandent aux premiers coups de fusil et rejoignent les insurgés. Marmont et le Roi arrivent à Versailles mais la population leur étant hostile, ils continuent sur Rambouillet où ils arrivent à minuit. Ils y sont rejoints par l'avant-garde des renforts venus de Normandie. Mais il est trop tard : les députés viennent de proclamer Louis-Philippe d'Orléans lieutenant-général du Royaume. De toute façon le général Bordessoulle qui les commande a déjà envoyé secrètement son ralliement au nouveau gouvernement. Dès le lundi 1er août, les trois régiments venus de Normandie rejoignent Paris. Marmont, dépité, laisse faire, ne prenant part à aucune décision.
Le 2 août, le roi Charles X, apprenant l'appel fait au duc d'Orléans et sa probable nomination comme Roi, décide alors de jouer son va-tout. Il abdique en faveur de son petit-fils, le duc de Bordeaux, alors âgé de 10 ans. Le Dauphin, héritier légitime du trône de son père, se résigne aussi à abdiquer en faveur de son neveu, dont on propose la régence au duc d'Orléans jusqu'à la majorité du nouveau roi. Consulté, Marmont donne un avis favorable à ce projet, que le général Latour-Foissac est chargé de porter à Paris. Dans la foulée, Charles X retire le commandement de l'armée au Dauphin et nomme Marmont à sa place. À 18 heures, Marmont faire lire à l'armée la nouvelle de la double abdication de Charles X et du Dauphin (devenu l'espace de quelques secondes Louis XIX) et fait proclamer Henri V, roi de France. Dans la nuit, une délégation de cinq généraux, envoyés par le duc d'Orléans, vient auprès du Roi pour s'assurer de sa vie. Le Roi refuse de les recevoir. Marmont prend sur lui et les invite à sa table. Il leur apprend la double abdication. Les généraux se retirent tard dans la nuit.
Le 3 août, Marmont constate au réveil que les désertions se sont multipliées dans la nuit. Pour s'assurer des troupes restantes, il fait payer la solde, en mettant en gage l'argenterie du roi, et fait abattre les animaux de la ferme royale pour nourrir la troupe. On apprend dans la journée que la Chambre des pairs doit statuer sur l'abdication de Charles X. Mais vers 19 heures, deux commissaires du gouvernement envoyés par le duc d'Orléans, viennent informer le Roi qu'une troupe d'insurgés marche sur Rambouillet et en a après la personne du Roi. Marmont ordonne aussitôt le repli sur Maintenon. Arrivé le 4 août dans ce village, Charles X, sur recommandation des émissaires, se décide à rejoindre Cherbourg pour quitter la France par bateau. Il abandonne ainsi toute chance de voir son petit-fils régner. Au même moment, Marmont fait renvoyer chez eux les deux régiments suisses de la Garde royale.
Au fur et à mesure de la marche sur Cherbourg, les troupes désertent et le Roi est obligé de renvoyer lui-même les derniers régiments à son service. Il ne lui reste plus que quelques gendarmes, quelques gardes royaux restés fidèles et deux pièces d'artillerie. Voilà à quoi se réduit le commandement de l'armée royale de Marmont. La marche sur Cherbourg se fait lentement et le cortège du Roi et de sa famille arrive seulement le 11 à Vire. Là, Marmont apprend qu'une colonne de révolutionnaires s'est lancée à leur poursuite depuis Paris. Il ne s'agit en fait que d'une rumeur mais pour la première fois Marmont prend conscience de ce qu'il est lui aussi directement visé par la vindicte populaire qui lui reproche d'avoir fait tirer sur la foule. 
Le 12 août, le cortège arrive à Saint-Lô où il est reçu à la préfecture par le préfet, Joseph d'Estourmel, en attendant qu'un bateau soit prêt à Cherbourg pour emmener le Roi et sa famille. Le 16 août, la famille royale s'embarque, sous les huées de la foule nombreuse, dans un paquebot américain pour rejoindre Londres. Marmont, qui n'avait pas eu le projet de quitter la France, s'embarque tout de même avec eux, ayant appris les mouvements populaires qui se formaient contre lui, la presse révolutionnaire réclamant davantage la tête de Marmont, qu'on prend pour l'instigateur de la répression des Trois Glorieuses, que celle du Roi. La traversée dure deux jours et, débarqué en Angleterre, Marmont prend congé du Roi, qui lui remet son épée personnelle en guise de remerciement.

### L'exil (1830-1852)
Après un court voyage et un séjour de 10 jours à Londres, Marmont arrive le 8 septembre à Portsmouth, où il s'installe, sans argent, seulement accompagné du baron de La Rue, un de ses aides de camp. À Portsmouth même, une partie de la population arbore le drapeau tricolore en soutien à la Révolution française, et Marmont n'y est pas très populaire. La vie en Angleterre étant bien trop chère pour Marmont, il se décide à la fin septembre à rejoindre Amsterdam. Il espère alors pouvoir rentrer un jour en France, une fois les passions retombées. Arrivé à Amsterdam, il envoie à Paris son adhésion au nouveau gouvernement. Ne recevant pas une réponse qu'il n'attendait guère, il quitte les Pays-Bas qui sont en pleine insurrection eux aussi et se met en route pour Vienne où il arrive le 18 novembre. Sa venue en Autriche est motivée par la nécessité de continuer à toucher ses dotations des provinces illyriennes, seul moyen de subvenir à ses besoins. Il rencontre Metternich qui le rassure aussitôt sur le maintien de ses dotations. Il rencontre peu après l'empereur d'Autriche qui lui fait la demande d'entrer à son service. Marmont décline l'invitation mais reste à Vienne où il se mêle à la haute société.

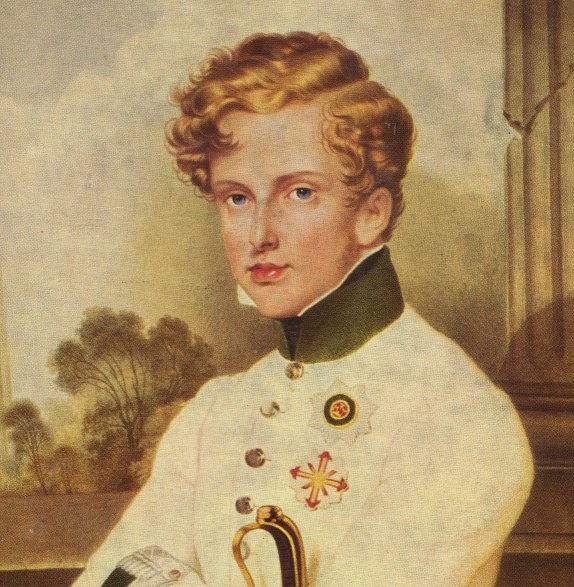
Le duc de Reichstadt.

Le 26 janvier 1831, lors d'une soirée de l'ambassadeur anglais à Vienne, Marmont rencontre le duc de Reichstadt, fils de Napoléon et de Marie-Louise, brièvement reconnu empereur Napoléon II à la fin des Cent-Jours. Très vite, le jeune Napoléon de 20 ans et le vieux maréchal de 57 ans affichent une certaine proximité. Marmont s'empresse de donner tous les détails de sa vie avec Napoléon. Pendant trois mois, Marmont donne, trois jours par semaine, au jeune Napoléon de véritables cours d'histoire sur la vie de Napoléon et l'histoire de l'Empire. Puis les rencontres se font plus espacées, et moins scolaires, jusqu'à la mort du duc de Reichstadt, le 22 juillet 1832.
Marmont décide alors d'entreprendre toute une série de voyages à travers l'Europe et d'en publier les récits. Il est en Hongrie (1832), en Suisse (1833), en Italie (1833), en Égypte, Turquie et Perse (1834-1835), en Italie (1835) avant de revenir à Vienne en 1836 pour rédiger et publier « Voyages du Duc de Raguse » publiés en 1837 et 1838. En parallèle, entre deux voyages au cœur de l'empire autrichien, Marmont se lance de nouveau dans la métallurgie. N'ayant pas suffisamment de capital pour se lancer dans une entreprise privée, il travaille dans les usines impériales autrichiennes à l'invention d'un nouveau procédé de fonte du fer. Mais au moment du dépôt du brevet à Vienne qui aurait pu faire sa fortune, on lui conteste à la fois d'être le premier à utiliser son procédé mais aussi on met en doute sa réalisation. Et peu de temps après, le gouvernement autrichien dépose lui-même un brevet à peu de chose près identique. À l'hiver 1838, lors d'un voyage à Venise, il décide de s'y installer et de quitter définitivement Vienne.
En 1841 et 1842, Marmont tente de rentrer en France et de récupérer son château de Châtillon. Ce dernier a été vendu à ses créanciers en 1829 et Marmont tente de le racheter. Mais un accord financier ne peut être trouvé (Marmont n'a plus de fortune) et ne voulant pas rentrer en France ailleurs que dans son château familial, il décide de résider à Venise. Il y meurt à 78 ans, le 3 mars 1852 à 9 heures, dans son appartement du palais Zichy-Esterhazy (aujourd'hui palais Loredan-Cini), en présence de son médecin, le Dr. Giacinto Namìas, des suites, probablement, de l'athérosclérose dont il souffrait. Son corps embaumé sera conduit à l'église de Santa Maria del Rosario où se déroulent ses funérailles le 26 avril 1852. Son corps est alors rapatrié en France et il y est enterré le 6 mai 1852 au cimetière de l'église Saint-Vorles à Châtillon-sur-Seine, en présence des représentants du futur Second Empire proclamé six mois plus tard. Son fidèle premier aide de camp (à deux reprises en Dalmatie, puis lors de la Restauration), le général baron Claude Testot-Ferry prononce son éloge funèbre.

## Publications

Viaggio in Sicilia, 1840.

### LesMémoires du maréchal Marmont, duc de Raguse(posthume)
Commencée en 1828, la rédaction de ses Mémoires par Marmont s'est terminée en 1841. Dès l'origine, Marmont émet le souhait de ne publier ses Mémoires qu'après sa mort, lui laissant toute liberté d'y écrire ce qu'il pense mais l'incitant aussi à lancer des accusations sans avoir le risque de devoir y répondre. Toute la première partie concernant sa vie sous l'Empire jusqu'en 1815 a été écrite sous la Restauration entre 1828 et 1830, à une époque où Marmont n'a plus beaucoup d'occupations officielles. Marmont profite alors de son temps libre pour rédiger ses Mémoires. À cette époque et depuis la mort de Napoléon en 1821, la censure royaliste concernant l'Empire se relâche un peu et de nombreux bonapartistes publient leurs mémoires ou récits de leur vie sous l'Empire. Marmont y est très souvent pris à partie et qualifié de traître régulièrement pour son rôle en 1814. Certains mettent même en doute ses compétences militaires. Marmont ne va jamais tenter de se défendre publiquement à cette époque (il a déjà fait le récit de sa défection en 1815). Lorsqu'il rédige ses Mémoires en 1828, il les conçoit comme une plaidoirie en réponse à ces accusations. Lors de son exil après la révolution de Juillet, Marmont entreprend en 1832-1833 la rédaction de ses Mémoires concernant sa vie sous la Restauration jusqu'à la révolution de Juillet (1830). Marmont est alors la cible des révolutionnaires comme des royalistes. Les premiers lui reprochent d'avoir tiré sur la foule le 28 juillet, les seconds d'avoir évacué Paris le 29. Rédigée seulement deux ans après les faits, sa relation de la révolution de Juillet est plus spontanée. Enfin, jusqu'en 1841, Marmont décrit le récit de son exil et de ses voyages.
Lors de sa mort en mars 1852, Marmont est alors le dernier maréchal du Premier Empire (Soult étant mort en novembre 1851) et il n'y a plus que 5 maréchaux vivants (tous nommés par Louis-Philippe en 1847 ou par Louis-Napoléon Bonaparte en 1851). Dès lors, les Mémoires de Marmont sont très attendus (ils ont été annoncés dès la mort du maréchal) par tous les partisans de l'Empire, qui cherchent des révélations sur sa défection de 1814, ou par les nostalgiques de Napoléon qui attendent de nouveaux détails. Les Mémoires posthumes du maréchal Soult publiés en 1854 rencontrent un fort intérêt du public. En 1856, les Mémoires de Marmont sont enfin publiés et sont immédiatement un succès de librairie. Mais les critiques acerbes de Marmont sur Napoléon et certains écarts avec la vérité passent très mal dans l'opinion et dans les cercles proches du pouvoir impérial. Aussitôt, toute une série d'articles de presse, de pamphlets ou d'ouvrages critiquent sévèrement les Mémoires de Marmont. Rarement un témoignage sur le Premier Empire aura suscité autant de controverses. Un procès oppose même les descendants du prince Eugène de Beauharnais (oncle de l'empereur Louis-Napoléon Bonaparte) aux éditeurs des Mémoires de Marmont au sujet des accusations de trahison que Marmont porte à l'égard d'Eugène en 1814. Les éditeurs sont condamnés à retirer leurs exemplaires de la vente et à publier dans une nouvelle édition des Mémoires un droit de réponse de la famille Beauharnais réfutant les accusations de Marmont.
Dès 1857, sont publiés les ouvrages à charge suivants : par Laurent de l'Ardèche Réfutations des Mémoires du Duc de Raguse, par un auteur anonyme Le Maréchal Marmont devant l'Histoire : examen critique et réfutation de ses Mémoires, par le Comte du Thaillis ses Réclamations, par le Comte Tasher de la Pagerie Réfutation des Mémoires du Maréchal Marmont concernant le Prince Eugène, par Planat de la Faye Le Prince Eugène en 1814 en réponse au Maréchal Marmont, par Rappetti La défection de Marmont en 1814 (publié en 1858). Plusieurs articles du Moniteur contraires à Marmont sont publiés par, entre autres, le comte Napoléon de Lauriston, le Marquis de Grouchy, le général de Flahaut. Si certains de ces auteurs cherchent à réhabiliter un parent écorné par les Mémoires de Marmont, d'autres cherchent aussi à plaire au pouvoir en place. Il faudra attendre quelques années avant de voir des ouvrages plus nuancés sur Marmont et ses Mémoires. Bien que d'un parti pris évident, les Mémoires du Duc de Raguse restent néanmoins un témoignage essentiel pour l'Histoire de France du début du XIXe siècle.

### Autres publications
Il écrivit aussi Voyage en Hongrie, etc. (4 volumes, 1837) ; Voyage en Sicile (1838) ; Esprit des institutions militaires (1845) ; Cesar; Xenophon.

## Armoiries
| Figure | Blasonnement |
|        | Famille Viesse de Marmont sous l'Ancien Régime : D'azur, à une croix à double traverse et pattée d'or ; parti de gueules, à une main de carnation, sortant d'une nuée d'argent mouvant de la partition, et tenant une épée flamboyante d'argent., |
|        | Sous le Premier Empire : maréchal de l'Empire (12 juillet 1809), duc de Raguse et de l'Empire (28 juin 1808), légionnaire (9 vendémiaire an XII : 2 octobre 1803), puis grand officier (25 prairial an XII : 14 juin 1804), puis grand aigle de la Légion d'honneur (13 pluviôse an XIII : 2 février 1805), commandeur de l'ordre royal de la Couronne de Fer (royaume d'Italie (1805-1814), prairial an XIII (1805)), chevalier de l'ordre de l'Aigle d'or de Wurtemberg (février 1806), Écartelé : 1 et 4, d'argent, à trois bandes de gueules ; 2, d'or, à l'étendard de gueules, à la croix d'argent, posée en bande, la trable de sable ; 3, parti : a, d'azur, à la croix de Lorraine d'or ; b, de gueules, à l'épée flamboyante en pal d'argent ; au chef des ducs de l'Empire brochant. Supports: deux léopards lionnés. Devise : PATRIÆ TOTUS ET UBIQUE, |
|        | Sous la Restauration française : chevalier (1er juin 1814), commandeur (3 mai 1816) puis grand-croix de l'ordre royal et militaire de Saint-Louis (24 août 1820), chevalier puis commandeur de l'ordre du Saint-Esprit (30 septembre 1820), commandeur de l'ordre impérial de la Couronne de fer (empire d'Autriche, 18 novembre 1817), pair de France (4 juin 1814, duc et pair le 31 août 1817), |

### Sources et bibliographie
- Alphonse de Beauchamp, Histoire des campagnes de 1814 et 1815 (4 vol.), 1816-1717 ; rééd. University of Michigan Library, 2009 (rééd.), 570 p.
- Franck Favier, Marmont, le Maudit, Paris, Perrin, 2018, 300 p.
- Achille Tenaille de Vaulabelle, Histoire des deux Restaurations jusqu'à la chute de Charles X (1813-1830) (7 vol.), Perrotin, Paris, 1844 ; rééd. Nabu Press, 2010, 2 vol., 482 p.
- Auguste-Frédéric-Louis Marmont, Mémoires du maréchal Marmont, duc de Raguse, éd. Perrotin, 1856, 9 volumes.
- Laurent de l'Ardèche, Réfutation des Mémoires du maréchal Marmont, duc de Raguse, éd. Henri Plon, Paris, 1857.
- Rapetti, La Défection de Marmont en 1814, éd. Poulet-Malassis, Paris, 1858.
- Commandant Weil, La Campagne de 1814, d'après les documents des Archives impériales et royales de la guerre à Vienne, éd. Librairie militaire L. Baudoin, Paris, 1892.

### Sources partielles
- A. Lievyns, Jean Maurice Verdot et Pierre Bégat, Fastes de la Légion d'honneur : biographie de tous les décorés accompagnée de l'histoire législative et réglementaire de l'ordre, vol. II, Bureau de l'administration, 1844 (lire en ligne).
- « Auguste Frédéric Viesse de Marmont », dans Charles Mullié, Biographie des célébrités militaires des armées de terre et de mer de 1789 à 1850, 1852 [détail de l’édition].
- « Auguste Frédéric Viesse de Marmont », dans Adolphe Robert et Gaston Cougny, Dictionnaire des parlementaires français, Edgar Bourloton, 1889-1891 [détail de l’édition].

### Ecrits
- Mémoires, 1857, Paris, Perrotin, tome premier, tome deuxième, tome troisième, tome quatrième, tome cinquième, tome sixième, tome septième, tome huitième, tome neuvième et dernier